# 1933
| [ Edytuj tabelę ]                                                | |
| Prezydent Polski                                                 | - 1926 Ignacy Mościcki 1939 |
| Premier Polski                                                   | - 1931 Aleksander Prystor 1933 - 1933 Janusz Jędrzejewicz 1934                                                                    |
| Król Afganistanu                                                 | - 1929 Mohammad Nader Szah 1933 - 1933 Mohammad Zaher Szah 1973                                                                   |
| Premier Afganistanu                                              | - 1929 Mohammad Haszim Chan 1946                                                                                                  |
| Król Albanii                                                     | - 1928 Ahmed Zogu 1939 |
| Premier Albanii                                                  | - 1930 Pandeli Evangjeli 1935 |
| Współksiążęta Andory                                             | - 1920 Justí Guitart i Vilardebó 1940 - 1932 Albert Lebrun 1940                                                                   |
| Król Arabii Saudyjskiej                                          | - 1932 Abd al-Aziz ibn Su’ud 1953                                                                                                 |
| Prezydent Argentyny                                              | - 1932 gen. Agustín Pedro Justo 1938                                                                                              |
| Premier Australii                                                | - 1932 Joseph Lyons 1939 |
| Prezydent Austrii                                                | - 1928 Wilhelm Miklas 1938 |
| Kanclerz Austrii                                                 | - 1932 Engelbert Dollfuß 1934 |
| Król Belgów                                                      | - 1909 Albert I 1934 |
| Premier Belgii                                                   | - 1932 Charles de Broqueville 1934                                                                                                |
| Król Bhutanu                                                     | - 1926 Jigme Wangchuck 1952 |
| Prezydent Boliwii                                                | - 1931 Daniel Domingo Salamanca 1934                                                                                              |
| Prezydent Brazylii                                               | - 1930 Getúlio Vargas 1945 |
| Sułtan Brunei                                                    | - 1924 Ahmad Tajuddin 1950 |
| Car Bułgarii                                                     | - 1918 Borys III 1943 |
| Premier Bułgarii                                                 | - 1931 Nikoła Muszanow 1934 |
| Prezydent Chile                                                  | - 1932 Arturo Alessandri Palma 1938                                                                                               |
| Prezydent Chin                                                   | - 1931 Lin Sen 1943 |
| Prezydent Czechosłowacji                                         | - 1918 Tomáš Masaryk 1935 |
| Premier Czechosłowacji                                           | - 1932 Jan Malypetr 1935 |
| Król Danii                                                       | - 1912 Chrystian X 1947 |
| Premier Danii                                                    | - 1929 Thorvald Stauning 1942 |
| Dalajlama                                                        | - 1878 Thubten Gjaco 1933 |
| Prezydent Dominikany                                             | - 1930 Rafael Trujillo 1938 |
| Władca Egiptu                                                    | - 1917 Fu’ad I 1936 |
| Premier Egiptu                                                   | - 1930 Isma’il Sidki 1933 - 1933 Abd al-Fattah Jahja Ibrahim Pasza 1934                                                           |
| Prezydent Ekwadoru                                               | - 1932 Juan de Dios Martinez 1933 - 1933 Abelardo Montalvo 1934                                                                   |
| Premier Estonii                                                  | - 1932 Konstantin Päts 1933 - 1933 Jaan Tõnisson 1933 - 1933 Konstantin Päts 1938                                                 |
| Cesarz Etiopii                                                   | - 1930 Hajle Syllasje 1936 |
| Premier Etiopii                                                  | - 1927 Ras Tafari Makonnen 1936                                                                                                   |
| Prezydent Finlandii                                              | - 1931 Pehr Evind Svinhufvud 1937                                                                                                 |
| Premier Finlandii                                                | - 1932 Toivo Mikael Kivimäki 1936                                                                                                 |
| Prezydent Francji                                                | - 1932 Albert Lebrun 1940 |
| Premier Francji                                                  | - 1932 Joseph Paul-Boncour 1933 - 1933 Édouard Daladier 1933 - 1933 Albert Sarraut 1933 - 1933 Camille Chautemps 1934             |
| Prezydent Senatu Wolnego Miasta Gdańska                          | - 1931 Ernst Ziehm 1933 - 1933 Hermann Rauschning 1934                                                                            |
| Prezydent Grecji                                                 | - 1929 Aleksandros Zaimis 1935 |
| Prezydent Gwatemali                                              | - 1931 Jorge Ubico 1944 |
| Prezydent Haiti                                                  | - 1930 Sténio Vincent 1941 |
| Prezydent Hiszpanii                                              | - 1931 Niceto Alcalá-Zamora 1936                                                                                                  |
| Premier Hiszpanii                                                | - 1931 Manuel Azaña 1933 - 1933 Alejandro Lerroux 1933 - 1933 Diego Martínez Barrio 1933 - 1933 Alejandro Lerroux 1934            |
| Król Holandii                                                    | - 1890 Wilhelmina 1948 |
| Premier Holandii                                                 | - 1929 Charles Ruijs de Beerenbrouck 1933 - 1933 Hendrikus Colijn 1939                                                            |
| Prezydent Hondurasu                                              | - 1929 Vicente Mejía Colindres 1933 - 1933 Tiburcio Carías Andino 1949                                                            |
| Szach Iranu                                                      | - 1925 Reza Szah Pahlawi 1941 |
| Premier Iranu                                                    | - 1927 Mehdi Gholi Hedajat 1933 - 1933 Mohammad Ali Forughi 1935                                                                  |
| Władca Indii                                                     | - 1910 Jerzy V 1936 |
| Król Irlandii                                                    | - 1910 Jerzy V 1936 |
| Premier Irlandii                                                 | - 1932 Éamon de Valera 1948 |
| Cesarz Japonii                                                   | - 1926 Hirohito 1989 |
| Premier Japonii                                                  | - 1932 Makoto Saitō 1934 |
| Król Jugosławii                                                  | - 1929 Aleksander I 1934 |
| Premier Jugosławii                                               | - 1932 Milan Srškić 1934 |
| Premier Kanady                                                   | - 1930 Richard Bedford Bennett 1935                                                                                               |
| Emir Kataru                                                      | - 1913 Abd Allah ibn Kasim Al Sani 1949                                                                                           |
| Prezydent Kolumbii                                               | - 1930 Enrique Olaya Herrera 1934                                                                                                 |
| Patriarcha Konstantynopola                                       | - 1929 Focjusz II 1935 |
| Gubernator Korei (okupacja japońska)                             | - 1931 Kazushige Ugaki 1936 |
| Prezydent Kostaryki                                              | - 1932 Ricardo Jiménez Oreamuno 1936                                                                                              |
| Prezydent Kuby                                                   | - 1925 Gerardo Machado 1933 - 1933 Carlos Manuel de Céspedes 1933 - 1933 Ramón Grau San Martín 1934                               |
| Prezydent Liberii                                                | - 1930 Edwin Barclay 1944 |
| Książę Liechtensteinu                                            | - 1929 Franciszek I 1938 |
| Premier Liechtensteinu                                           | - 1928 Josef Hoop 1945 |
| Prezydent Litwy                                                  | - 1926 Antanas Smetona 1940 |
| Premier Litwy                                                    | - 1929 Juozas Tūbelis 1938 |
| Wielki książę Luksemburga                                        | - 1919 Szarlotta 1964 |
| Premier Luksemburga                                              | - 1926 Joseph Bech 1937 |
| Prezydent Łotwy                                                  | - 1930 Alberts Kviesis 1936 |
| Premier Łotwy                                                    | - 1931 Marģers Skujenieks 1933 - 1933 Ādolfs Bļodnieks 1934                                                                       |
| Premier Malty                                                    | - 1932 Ugo Pasquale Mifsud 1933                                                                                                   |
| Sułtan Maroka                                                    | - 1927 Muhammad V 1953 |
| Prezydent Meksyku                                                | - 1932 Abelardo L. Rodríguez 1934                                                                                                 |
| Książę Monako                                                    | - 1922 Ludwik II 1949 |
| Minister stanu Monako                                            | - 1932 Maurice Bouilloux-Lafont 1937                                                                                              |
| Przewodniczący Prezydium Małego Churału Państwowego Mongolii     | - 1932 Anandyn Amar 1936 |
| Premier Mongolii                                                 | - 1932 Peldżidijn Genden 1936 |
| Król Nepalu                                                      | - 1911 Tribhuvan 1950 |
| Premier Nepalu                                                   | - 1932 Juddha Shumsher Jang Bahadur Rana 1945                                                                                     |
| Prezydent Niemiec                                                | - 1925 Paul von Hindenburg 1934                                                                                                   |
| Kanclerz Niemiec                                                 | - 1932 Kurt von Schleicher 1933 - 1933 Adolf Hitler 1945                                                                          |
| Prezydent Nikaragui                                              | - 1929 José María Moncada 1933 - 1933 Juan Bautista Sacasa 1936                                                                   |
| Król Norwegii                                                    | - 1905 Haakon VII 1957 |
| Premier Norwegii                                                 | - 1932 Jens Hundseid 1933 - 1933 Johan Ludwig Mowinckel 1935                                                                      |
| Premier Nowej Zelandii                                           | - 1930 George Forbes 1935 |
| Sułtan Omanu                                                     | - 1932 Sa’id ibn Tajmur 1970 |
| Prezydent Panamy                                                 | - 1932 Harmodio Arias Madrid 1936                                                                                                 |
| Papież                                                           | - 1922 Pius XI 1939 |
| Prezydent Paragwaju                                              | - 1932 Eusebio Ayala 1936 |
| Prezydent Peru                                                   | - 1931 Luis Miguel Sánchez Cerro 1933 - 1933 Oscar R. Benavides 1939                                                              |
| Premier Południowej Afryki                                       | - 1924 Barry Hertzog 1939 |
| Prezydent Portugalii                                             | - 1926 António Óscar de Fragoso Carmona 1951                                                                                      |
| Premier Portugalii                                               | - 1932 António de Oliveira Salazar 1968                                                                                           |
| Król Rumunii                                                     | - 1930 Karol II 1940 |
| Premier Rumunii                                                  | - 1932 Iuliu Maniu 1933 - 1933 Alexandru Vaida-Voievod 1933 - 1933 Ion Duca 1933                                                  |
| Prezydent Salwadoru                                              | - 1931 Maximiliano Hernández Martínez 1944                                                                                        |
| Kapitanowie regenci San Marino                                   | - 1932 Gino Gozi Ruggero Morri 1933 - 1933 Francesco Morri Settimio Belluzzi 1933 - 1933 Carlo Balsimelli Melchiorre Filippi 1934 |
| Sekretarz Stanu do spraw Politycznych i Zagranicznych San Marino | - 1918 Giuliano Gozi 1943 |
| Prezydent Syrii                                                  | - 1932 Muhammad Ali al-Abid 1936                                                                                                  |
| Premier Syrii                                                    | - 1932 Hakki al-Azm 1934 |
| Prezydent Szwajcarii                                             | - 1933 Edmund Schulthess 1933 |
| Król Szwecji                                                     | - 1907 Gustaw V 1950 |
| Premier Szwecji                                                  | - 1932 Per Albin Hansson 1936 |
| Król Tajlandii                                                   | - 1925 Prajadhipok 1935 |
| Premier Tajlandii                                                | - 1932 Phraya Manopakornnitithada 1933 - 1933 Phya Phaholphonphayuhasena 1938                                                     |
| Król Tonga                                                       | - 1918 Salote Tupou III 1965 |
| Premier Tonga                                                    | - 1923 Viliami Tungī Mailefihi 1941                                                                                               |
| Prezydent Turcji                                                 | - 1923 Mustafa Kemal 1938 |
| Premier Turcji                                                   | - 1925 İsmet İnönü 1937 |
| Prezydent Urugwaju                                               | - 1931 Gabriel Terra 1938 |
| Prezydent USA                                                    | - 1929 Herbert Hoover 1933 - 1933 Franklin Delano Roosevelt 1945                                                                  |
| Prezydent Wenezueli                                              | - 1931 Juan Vicente Gómez 1935 |
| Regent Królestwa Węgier                                          | - 1920 Miklós Horthy 1944 |
| Premier Węgier                                                   | - 1932 Gyula Gömbös 1936 |
| Monarcha Wielkiej Brytanii                                       | - 1910 Jerzy V 1936 |
| Premier Wielkiej Brytanii                                        | - 1929 Ramsay MacDonald 1935 |
| Cesarz Wietnamu                                                  | - 1926 Bảo Đại 1945 |
| Król Włoch                                                       | - 1900 Wiktor Emanuel III 1946 |
| Premier Włoch                                                    | - 1922 Benito Mussolini 1943 |
| Przywódca ZSRR                                                   | - 1924 Józef Stalin 1953 |
| Premier ZSRR                                                     | - 1930 Wiaczesław Mołotow 1941 |

Rok 1933 / MCMXXXIII
stulecia: XIX wiek ~
XX wiek ~
XXI wiek

dziesięciolecia:
1900–1909 •
1910–1919 •
1920–1929 •
1930–1939
• 1940–1949
• 1950–1959
• 1960–1969

lata: 1923 «
1928 «
1929 «
1930 «
1931 «
1932 «
1933
» 1934
» 1935
» 1936
» 1937
» 1938
» 1943

## Wydarzenia w Polsce
- Styczeń:
  - kierowana przez Mariana Rejewskiego grupa matematyków złamała kod niemieckiej maszyny szyfrującej Enigma.
  - Polska Partia Socjalistyczna (dawna Frakcja Rewolucyjna) liczyła na terenie Krakowa 136 osób, z czego tylko 36 wykupiło legitymacje.
- 7 stycznia – premiera filmu 10% dla mnie.
- 19 stycznia – otwarto IV most przez Wisłę, łączący Kraków z Podgórzem i noszący imię Józefa Piłsudskiego.
- 16 lutego – Mieczysław Kaplicki został prezydentem Krakowa.
- 24 lutego – premiera filmu Każdemu wolno kochać w reżyserii Mieczysława Krawicza i Janusza Warneckiego.
- 1 marca – otwarto magistralę kolejową, łączącą śląskie kopalnie węgla kamiennego z portem w Gdyni.
- 2 marca–3 kwietnia – odbył się powszechny strajk włókniarzy Łodzi i okręgu łódzkiego, protestujący przeciwko obniżkom pensji we włókiennictwie.
- 15 marca – ustawa o szkołach akademickich (ograniczenie samorządu szkół wyższych).
- 16 marca – władze sanacyjne wydłużyły czas pracy z 46 do 48 godzin.
- 17 marca – w Warszawie podczas lotu próbnego samolotu PWS-19 zginął pasażer-obserwator, a pilot doświadczalny Kazimierz Kazimierczuk uratował się wyskakując ze spadochronem.
- 25 marca – Sejm RP uchwalił nową ustawę o Orderze Virtuti Militari.
- 28 marca:
  - rozwiązano Obóz Wielkiej Polski – radykalną organizację polityczną działającą od 1926 z inicjatywy Romana Dmowskiego.
  - uchwalono ustawę o kartelach.
- 7 kwietnia – premiera filmu Jego ekscelencja subiekt.
- 29 kwietnia – zakończył się proces guwernantki Rity Gorgonowej, oskarżonej o zabójstwo 17-letniej córki lwowskiego architekta Henryka Zaremby. W wyniku ponownego rozpoznania sprawy Sąd Okręgowy w Krakowie za zabójstwo córki kochanka skazał Ritę Gorgonową na karę 8 lat pozbawienia wolności (w pierwszym procesie orzeczono wobec niej karę śmierci).
- 3 maja – oddano do użytku port rybacki we Władysławowie.
- 8 maja:
  - urzędujący prezydent RP Ignacy Mościcki został wybrany przez Zgromadzenie Narodowe na II kadencję.
  - Stanisław Skarżyński zakończył przelot przez Atlantyk polskim samolotem RWD-5bis (SP-AJU).
- 10 maja – utworzono rząd Janusza Jędrzejewicza.
- 14 maja – w zamachu na działaczy narodowych w Brzozowie został zamordowany Jan Chudzik, a rany odniósł mjr Władysław Owoc.
- Czerwiec – zostało założone Koło Gospodyń Wiejskich w Szalowej, jako drugie w powiecie gorlickim (pierwsze założone było w Sękowej).
- 17 czerwca – oddano do użytku Zbiornik Otmuchów wraz z elektrownią wodną.
- 22 czerwca – rozpoczęły się zamieszki w Grodzisku Dolnym, w których zginęło 8 osób.
- 1–2 lipca – na Stadionie Miejskim w Bydgoszczy rozegrano XIV Mistrzostwa Polski mężczyzn w lekkiej atletyce. Trzy zwycięstwa odniósł Klemens Biniakowski: 200 m – 22,8 s; 400 m – 51,8 s; 4 × 400 m – 3 min 32,4 s.
- 3 lipca – podpisanie przez Polskę konwencji londyńskiej, definiującej pojęcie agresora.
- 8 lipca – Polska przystąpiła do tzw. bloku złotego. Szwajcaria, Belgia, Holandia, Włochy i Polska, pod przewodnictwem Francji, dążyły do dalszego utrzymania waluty opartej na złocie.
- 16 lipca – nadano premierowe wydanie Wesołej Lwowskiej Fali, w której występowali m.in. Szczepcio i Tońcio.
- 17 lipca – pod Myśliborzem rozbił się samolot, którym dwóch litewskich lotników – Steponas Darius i Stasys Girėnas – pokonało Atlantyk i zmierzało w kierunku Litwy (obaj piloci zginęli).
- Sierpień – przyznanie Polsce kredytu na elektryfikację warszawskiego węzła kolejowego.
- 6 sierpnia – w Poznaniu biegacz Klemens Biniakowski ustanowił rekord Polski w biegu na 400 m wynikiem 49,2 s.
- 21 sierpnia – została zburzona, stojąca nieopodal „Trójkąta Trzech Cesarzy”, Wieża Bismarcka w Mysłowicach.
- 31 sierpnia – we wsi Biskupin w Wielkopolsce miejscowy nauczyciel Walenty Szwajcer znalazł w pobliskim jeziorze drewniane szczątki, które okazały się pozostałościami przedsłowiańskiej osady.
- 2 września – otwarcie pierwszej kolejowej linii średnicowej w Warszawie (rozpoczęcie budowy 1921).
- 11 września – Józef Lewoniewski zginął w katastrofie lotniczej.
- 17 września – w Poznaniu Stanisława Walasiewicz ustanowiła w konkurencjach biegowych:
  - 2 rekordy świata: w biegu na 60 m – 7,4 s i w biegu na 100 m – 11,8 s.
  - rekord Polski w biegu na 800 m wynikiem 2 min 18,2 s (rekord ten przetrwał 19 lat – poprawiono go dopiero w 1952).
- 24 września – we Lwowie Stanisława Walasiewicz ustanowiła rekord świata w biegu na 60 m wynikiem 7,3 s (rekord ten przetrwał 27 lat – poprawiła go dopiero Australijka Betty Cuthbert).
- 29 września – rozporządzenie Rady Ministrów powołało do życia Polską Akademię Literatury.
- 5 października – premiera filmu Dwanaście krzeseł.
- 15 października – w Warszawie Polska przegrała z Czechosłowacją 1:2 w meczu eliminacyjnym do piłkarskich mistrzostw świata we Włoszech.
- 21 października – ukraiński nacjonalista Mykoła Łemyk zabił naczelnika kancelarii konsulatu sowieckiego we Lwowie (jednocześnie emisariusza sowieckiego wywiadu) A. Majłowa, na znak protestu przeciw wywołaniu wielkiego głodu na Ukrainie.
- 27 października – premiera filmu Szpieg w masce.
- 8 listopada – na inauguracyjnym posiedzeniu Polskiej Akademii Literatury na prezesa został wybrany Wacław Sieroszewski.
- 11 listopada – Uniwersytet Poznański nadał tytuł doktora honoris causa Józefowi Piłsudskiemu.
- 4 grudnia – pierwszy lot polskiego samolotu RWD-9.
- 8 grudnia – w Gdyni otwarto Dworzec Morski.
- 9 grudnia – premiera filmu Zabawka.
- 15 grudnia – katastrofa kolejowa w Poznaniu (zginęło 8 osób).
- 18 grudnia – Bolesław Bierut został skazany na 7 lat więzienia za współpracę z sowieckim wywiadem.

## Wydarzenia na świecie
- Styczeń – powstało Brytyjskie Towarzystwo Międzyplanetarne.
- 2 stycznia – po 7 latach obecności ostatnie amerykańskie wojska interwencyjne opuściły Nikaraguę.
- 4 stycznia:
  - w pałacyku barona Kurta von Schroedera w Kolonii odbyły się tajne negocjacje Adolfa Hitlera i byłego kanclerza Franza von Papena, pośrednika prezydenta Paula von Hindenburga, w wyniku których Hitler został kanclerzem koalicyjnego rządu NSDAP i DNVP.
  - Kongres Stanów Zjednoczonych uchwalił wniosek o wydanie pamiątkowego znaczka pocztowego na cześć Kościuszki i ogłosił dzień 11 października Dniem Pułaskiego.
- 5 stycznia – rozpoczęcie budowy mostu Golden Gate nad Zatoką San Francisco (otwarcie 27 maja 1937).
- 11 stycznia – sir Charles Kingsford Smith(inne języki) odbył pierwszy komercyjny lot z Australii do Nowej Zelandii.
- 12 stycznia – w Erywaniu wyjechały na trasy pierwsze tramwaje elektryczne.
- 14 stycznia – Alexandru Vaida-Voievod został po raz trzeci premierem Rumunii.
- 15 stycznia – przemoc na tle politycznym w Hiszpanii spowodowała śmierć około 100 osób.
- 17 stycznia – Filipiny uzyskały niezależność. Kongres Stanów Zjednoczonych głosował za niezależnością Filipin wbrew poglądom prezydenta Herberta Hoovera.
- 23 stycznia – weszła w życie 20. poprawka do Konstytucji Stanów Zjednoczonych.
- 28 stycznia:
  - Prezydent Niemiec Paul von Hindenburg zdymisjonował rząd Kurta von Schleichera.
  - pojawiło się słowo „Pakistan” (urdu ‏تحریک پاکستان‎) i pod tą nazwą zaczęły funkcjonować islamskie ruchy niepodległościowe, dążące do powstania niezależnego od Indii państwa.
- 30 stycznia:
  - prezydent Niemiec Paul von Hindenburg powołał Hitlera na stanowisko kanclerza w koalicyjnym rządzie.
  - we Francji Édouard Daladier sformował rząd.
- 31 stycznia – Édouard Daladier został po raz pierwszy premierem Francji.
- 1 lutego:
  - w Berlinie, jako kanclerz, Adolf Hitler wygłosił „Orędzie do obywateli niemieckich”.
  - prezydent Niemiec Paul von Hindenburg rozwiązał Reichstag.
- 4 lutego – doszło do buntu załogi holenderskiego pancernika przybrzeżnego „De Zeven Provinciën”.
- 6 lutego – w jakuckiej osadzie Ojmiakon odnotowano temperaturę -67,8 °C (najniższa temperatura w Azji).
- 6–7 lutego – oficerowie amerykańskiego zbiornikowca „USS Ramapo” odnotowali falę o rekordowej wysokości na Oceanie Spokojnym, miała ona wysokość 34 metry.
- 9 lutego – ekskluzywna organizacja Oxford Union, w której większość członków ukończyła Uniwersytet Oksfordzki, oświadczyła (pod wpływem rewolucyjnych wydarzeń w Rosji), że jej członkowie w żadnych okolicznościach nie będą walczyć za króla i ojczyznę (ang. That this House will in no circumstances fight for its King and country).
- 10 lutego – w hucie w Neunkirchen na Terytorium Saary eksplodował gazometr. Zginęło 68 osób, a 190 zostało rannych, zniszczonych zostało wiele domów i nowa szkoła.
- 15 lutego – w Miami na Florydzie Giuseppe Zangara dokonał nieudanego zamachu na prezydenta elekta USA Franklina Delano Roosevelta. Ciężko ranny został towarzyszący prezydentowi burmistrz Chicago Anton Cermak, który zmarł 6 marca w szpitalu.
- 16 lutego – Czechosłowacja, Rumunia i Jugosławia podpisały Pakt Organizacji Małej Ententy – organizacji, która miała zapobiec rewizjonistycznej polityce Węgier oraz – w mniejszym stopniu – Bułgarii.
- 17 lutego:
  - po raz pierwszy ukazał się amerykański tygodnik społeczno-polityczny „Newsweek”.
  - Senat Stanów Zjednoczonych przegłosował ustawę (ang. Blaine Act) umożliwiającą wyeliminowanie 18. poprawki do Konstytucji USA i wprowadzenie 21. poprawki, która została ratyfikowana 5 grudnia 1933 roku i zniosła tym samym na całym terytorium USA prohibicję.
- 20 lutego – Kongres Stanów Zjednoczonych uchwalił 21. poprawkę do Konstytucji, znoszącą prohibicję.
- 21 lutego – w Niemczech utworzono sądy specjalne.
- 27 lutego – w Niemczech spłonął gmach Reichstagu.
- 28 lutego:
  - po pożarze Reichstagu władze Niemiec ograniczyły prawa obywatelskie oraz zakazały działalności Komunistycznej Partii Niemiec.
  - Bertolt Brecht opuścił Niemcy, udając się (przez Pragę) na emigrację do Danii.
- 2 marca – w Nowym Jorku odbyła się premiera filmu King Kong.
- 3 marca:
  - w Chinach, w Szanghaju, powstał Uniwersytet Ching Yun (chin. trad.: 清雲科技大學; chin. upr.: 清云科技大学; hanyu pinyin: Qīngyún Dàxué).
  - odbyła się uroczysta dedykacja Narodowego Pomnika na Górze Rushmore (ang. Mount Rushmore National Memorial) w stanie Dakota Południowa.
  - trzęsienie ziemi i związane z nim tsunami uderzyło w wyspę Honsiu, szczególnie ucierpiało miasto portowe Jokohama – około 3 tys. ludzi straciło życie.
  - Johan Ludwig Mowinckel został po raz trzeci premierem Norwegii.
- 4 marca:
  - Franklin Delano Roosevelt został zaprzysiężony jako 32. prezydent Stanów Zjednoczonych. W czasie swego inauguracyjnego przemówienia, w nawiązaniu do wielkiego kryzysu powiedział, że: „jedyną rzeczą, której powinniśmy się obawiać – to sam strach”. Była to ostatnia inauguracja prezydencka w USA, która odbyła się w dniu 4 marca.
  - prezydent Stanów Zjednoczonych Franklin Delano Roosevelt proklamował doktrynę dobrego sąsiedztwa.
  - Parlament Austrii został zawieszony dekretem kanclerza Engelberta Dollfußa, w wyniku konfliktu wewnątrz prezydium parlamentu. Zainicjowało to autorytatywne rządy w Austrii – austrofaszyzm.
- 5 marca:
  - w Niemczech odbyły się wybory parlamentarne. NSDAP zdobyła 43,9% głosów.
  - wielki kryzys: Prezydent Franklin D. Roosevelt zarządził tak zwane „wakacje banków” – zamknął wszystkie banki i zamroził wszystkie transakcje finansowe – „wakacje” zakończyły się 13 marca.
- 8 marca – George Grosz, malarz, grafik i karykaturzysta z kręgu Nowej Rzeczowości, został pozbawiony obywatelstwa niemieckiego.
- 9 marca – wielki kryzys: w USA rozpoczęło się tzw. 100 dni, podczas których zostały uchwalone ustawy wprowadzające New Deal.
- 10 marca:
  - Panajis Tsaldaris został po raz drugi premierem Grecji.
  - 117 osób zginęło w trzęsieniu ziemi w Long Beach w Kalifornii.
- 12 marca – wielki kryzys: prezydent USA Roosevelt zapoczątkował radiowe wystąpienia do narodu, tak zwane „Rozmowy przy ognisku domowym – przy kominku” (ang. Fireside Chats). Tematem pierwszej pogadanki radiowej był kryzys bankowy.
- 13 marca – w Niemczech utworzono Ministerstwo Propagandy i Oświecenia Publicznego, na którego czele aż do 1945 r. stał dr Joseph Goebbels.
- 15 marca:
  - wielki kryzys: indeks giełdowy „Dow Jones Industrial Average” wzrósł z 53.84 punktów do 62.10 punktów. Był to największy wzrost – 15,34% – w ciągu jednego dnia. Do dzisiaj (2009 r.) jest to w historii tego indeksu akcji, notowanych na giełdzie w Nowym Jorku, rekord wzrostu procentowego w ciągu jednego dnia.
  - kanclerz Austrii Engelbert Dollfuss nie zezwolił na obrady parlamentu, rozpoczął dyktatorskie i faszystowskie rządy.
- 19 marca – obywatele Portugalii opowiedzieli się w referendum za przyjęciem konstytucji tzw. Nowego Państwa.
- 20 marca – Raszid Ali al-Kilani został premierem Iraku.
- 21 marca – na mocy zarządzenia Heinricha Himmlera, powstał w pobliżu Dachau w Bawarii pierwszy obóz koncentracyjny (Dachau (KL)).
- 23 marca – belgijski astronom Sylvain Arend odkrył planetoidę (1263) Varsavia.
- 24 marca – diaspora żydowska na świecie ogłosiła bojkot produktów niemieckich.
- 27 marca – Japonia wystąpiła z Ligi Narodów.
- 28 marca – pod Diksmuide w Belgii rozbił się samolot pasażerski Armstrong Whitworth Argosy II brytyjskich Imperial Airways; zginęło 15 osób.
- 31 marca – wielki kryzys: w USA powstał Korpus Ochrony Cywilnej (ang. Civilian Conservation Corps) mający za cel walkę z gwałtownie rosnącym bezrobociem.
- 1 kwietnia – po zwycięstwie wyborczym naziści, pod przywództwem Juliusa Streichera, zorganizowali jednodniowy bojkot w Niemczech wszystkich firm, których właścicielami byli Żydzi.
- 3 kwietnia – brytyjska wyprawa dokonała pierwszego przelotu samolotem nad Mount Everestem.
- 4 kwietnia – 73 osoby zginęły u wybrzeży New Jersey w katastrofie wojskowego sterowca USS „Akron”.
- 5 kwietnia:
  - wielki kryzys: prezydent USA Franklin Delano Roosevelt ogłosił stan wyjątkowy.
  - wielki kryzys: prezydent USA Franklin Delano Roosevelt podpisał Rozporządzenie wykonawcze nr 6102, zakazujące obywatelom USA gromadzenia złotych monet, złota oraz certyfikatów złota.
  - Międzynarodowy Trybunał w Hadze zadecydował, że Grenlandia powinna przynależeć do Danii. Potępił Norwegię za okupację wschodniej części wyspy. Norwegia podporządkowała się werdyktowi Trybunału.
- 7 kwietnia:
  - naziści wprowadzili tak zwane „prawo do przywracania profesjonalnych usług cywilnych” (niem. Gesetz zur Wiederherstellung des Berufsbeamtentums). Prawo to miało za zadanie eliminację ze służb cywilnych państwa osób nie należących do „rasy panów” i osób nie wyznających ideologii narodowego socjalizmu.
  - w USA została zalegalizowana produkcja piwa, osiem miesięcy przed całkowitym zniesieniem prohibicji (zniesienie prohibicji – 5 grudnia 1933).
- 10 kwietnia:
  - w miejsce Franza von Papena premierem Prus (jak się okazało – ostatnim) został Hermann Göring.
  - na polecenie Hermanna Göringa powstała agencja wywiadowcza Forschungsamt (FA).
- 11 kwietnia – pilot Bill Lancaster wystartował z Anglii, by pobić rekord prędkości przelotu do Przylądka Dobrej Nadziei, jednak zniknął bez śladu. Jego zmumifikowane ciało zostało odnalezione dopiero w 1962 r. na Saharze.
- 19 kwietnia – wielki kryzys: Stany Zjednoczone oficjalnie przeszły na system waluty złotej (ang. gold standard – parytet złota, standard złota).
- 21 kwietnia – w nazistowskich Niemczech prawnie zabroniono koszernego rytuału uboju zwierząt, szechity.
- 26 kwietnia – z inicjatywy Hermanna Göringa w Prusach powołano Urząd Tajnej Policji Stanu – Geheimes Staatspolizeiamt, w skrócie „Gestapo” (w Bawarii analogiczną instytucję Heinrich Himmler zorganizował już 1 kwietnia tegoż roku).
- 27 kwietnia – w Niemczech paramilitarna i nacjonalistyczna organizacja utworzona w 1918 r., „Stahlhelm”, dołączyła do nazistowskiej partii.
- 28 kwietnia – dokonano oblotu myśliwca Fiat CR.32.
- 2 maja:
  - w Niemczech zlikwidowano związki zawodowe.
  - po raz pierwszy rzekomo widziano potwora z Loch Ness.
- 3 maja – Nellie Tayloe Ross została wybrana, jako pierwsza kobieta, na gubernatora stanu w USA, później została jako pierwsza kobieta dyrektorem amerykańskiej mennicy (ang. United States Mint).
- 5 maja – w dzienniku „The New York Times” ukazał się artykuł o odkryciu, którego dokonał w roku 1931 Karl Guthe Jansky. Odkrył on promieniowanie radiowe Drogi Mlecznej, co zapoczątkowało rozwój radioastronomii.
- 8 maja:
  - Stanisław Skarżyński zakończył przelot przez Atlantyk polskim samolotem RWD-5bis (SP-AJU).
  - Mahatma Gandhi rozpoczął trzytygodniowy strajk głodowy, by zaprotestować przeciw złemu traktowaniu niższych kast w społeczeństwie Indii.
- 10 maja:
  - przed gmachem opery w Berlinie naziści rozpoczęli palenie książek. W bibliotekach publicznych organizowano akcje oczyszczania, niszczono przede wszystkim książki Maxa Broda, Tomasza i Henryka Mannów, Arnolda i Stefana Zweigów, i innych.
  - austrofaszystowski rząd Engelberta Dollfussa zawiesił wybory federalne, krajowe i komunalne.
  - Paragwaj wypowiedział wojnę Boliwii.
- 12 maja – wielki kryzys: w USA wszedł w życie Akt Korekty Rolnej (ang. Agricultural Adjustment Act). Prawo to ograniczało produkcję rolną poprzez wypłaty rolnikom za nieobsiewanie areału.
- 17 maja – Vidkun Quisling i Johan Bernhard Hjort(inne języki) założyli w Oslo norweską partię faszystowską i nacjonalistyczną pod nazwą Narodowa Jedność (norw. Nasjonal Samling).
- 18 maja – Nowy Ład Gospodarczy (New Deal): prezydent Roosevelt podpisał dekret powołujący do życia Urząd Doliny Tennessee (ang. Tennessee Valley Authority), państwową korporację mającą za cel wspomożenie gospodarki stanu Tennessee – stanu najbardziej dotkniętego wielkim kryzysem.
- 20 maja:
  - Engelbert Dollfuß założył faszystowski Front Ojczyźniany (VF).
  - założono Białoruski Państwowy Uniwersytet Ekonomiczny w Mińsku.
- 24 maja – zakończyła się wojna kolumbijsko-peruwiańska.
- 25 maja – Gwardia Palatyńska objęła straż w bazylice na Lateranie.
- 26 maja:
  - w Niemczech powstała antypolska i rewizjonistyczna organizacja Bund Deutscher Osten.
  - w Niemczech narodowi socjaliści wprowadzili prawo legalizujące eugeniczną sterylizację.
  - Hendrikus Colijn został premierem Holandii.
- 27 maja:
  - Nowy Ład Gospodarczy: prezydent Roosevelt podpisał dekret (ang. Federal Securities Act), który zobowiązuje do rejestracji każdej transakcji na giełdzie przez Federalną Komisję Handlu (ang. Federal Trade Commission).
  - w Chicago została otwarta wystawa światowa pod nazwą „Wiek postępu” (ang. Century of Progress).
- 31 maja – podpisano zawieszenie broni między Japonią a Chinami.
- 5 czerwca – wielki kryzys: Kongres Stanów Zjednoczonych przegłosował ustawę anulującą parytet złota dla wierzycieli. Wierzyciele nie mieli prawa żądać zapłaty w złocie.
- 6 czerwca – pierwsze kino samochodowe zostało otwarte w mieście Camden w stanie New Jersey.
- 11 czerwca – w pierwszym w historii meczu eliminacyjnym do II Piłkarskich Mistrzostw Świata 1934 we Włoszech, Szwecja pokonała Estonię 6:2. Do I Mistrzostw Świata w Urugwaju eliminacji nie rozgrywano.
- 12 czerwca – wielki kryzys: w Londynie rozpoczęła się konferencja ekonomiczna z udziałem 66 państw, na której debatowano nad sposobem walki z globalnym kryzysem ekonomicznym.
- 19 czerwca – rząd francuski zgodził się na pobyt we Francji Lwa Trockiego.
- 20 czerwca – premier Syjamu Phraya Manopakornnitithada został obalony w wojskowym zamachu stanu.
- 22 czerwca – została zdelegalizowana Socjaldemokratyczna Partia Niemiec (SPD).
- 5 lipca – samorozwiązanie ostatniej niemieckiej nienazistowskiej partii – katolickiego ugrupowania Centrum (KPD została zdelegalizowana po marcowych wyborach do Reichstagu, SPD – 22 czerwca, pozostałe partie rozwiązały się na przełomie czerwca i lipca).
- 14 lipca – NSDAP stała się jedyną partią polityczną w Niemczech. Ogłoszono ustawę o zakazie tworzenia nowych partii, określającą jednocześnie NSDAP jako jedyną legalną partię.
- 15 lipca:
  - podpisano w Rzymie Pakt Czterech. Jego sygnatariuszami były Wielka Brytania, Francja, Niemcy i Włochy.
  - litewscy lotnicy Steponas Darius i Stasys Girėnas podjęli próbę przelotu przez Atlantyk (na trasie Nowy Jork – Kowno) bez międzylądowania.
- 20 lipca – watykański sekretarz stanu Eugenio Pacelli (późniejszy papież Pius XII) podpisał, wynegocjowany wcześniej z Hitlerem, konkordat z III Rzeszą. Traktat ten pozwalał Watykanowi narzucić nowe prawo kościelne niemieckim katolikom i zapewniał spore uprzywilejowanie katolickim szkołom i duchownym. Jednym z warunków Hitlera było rozwiązanie katolickiej partii Centrum.
- 22 lipca – lotnik amerykański Wiley Post odbył samotnie wieloetapowy lot dookoła świata w czasie 186 godzin i 50 min. Trasa wiodła przez Nowy Jork, Berlin, Moskwę, Irkuck – do Nowego Jorku.
- 25 lipca – Lew Trocki przybył do Marsylii.
- Sierpień – około 3 tys. przedstawicieli grupy etnicznej Asyryjczyków zostało zamordowanych w Iraku przez siły rządowe (język syryjski: ܦܪܡܬܐ ܕܣܡܠܐ – ang. Simele massacre).
- 2 sierpnia – oficjalne otwarcie Kanału Białomorsko-Bałtyckiego im. Józefa Stalina.
- 16 sierpnia – włoski statek pasażerski SS Rex zdobył Błękitną Wstęgę Atlantyku.
- 18 sierpnia – w Berlinie zaprezentowano pierwszy egzemplarz Volksempfänger („ludowego radioodbiornika”), dzięki któremu upowszechniono dostęp do radia i nadawanej drogą radiową propagandy narodowosocjalistycznego państwa niemieckiego.
- 22 sierpnia – Cedar Breaks, niezwykła formacja skalna powstała na skutek działania erozji, położona w amerykańskim stanie Utah, została objęta ochroną jako narodowy pomnik Stanów Zjednoczonych.
- 25 sierpnia – trzęsienie ziemi w prowincji Syczuan w Chinach pozbawiło życia około 9 tys. osób.
- 30 sierpnia:
  - Adolf Hitler przedstawił swój rząd, w jego składzie był m.in. Hermann Göring.
  - w Mariańskich Łaźniach w Czechosłowacji nazistowscy agenci zorganizowali zamach na niemieckiego filozofa pochodzenia żydowskiego, Theodora Lessinga(inne języki).
  - francuskie linie lotnicze Air France rozpoczęły swą działalność.
- 2 września – podpisano pakt o nieagresji między ZSRR a Włochami.
- 3 września – Alejandro Lerroux sformował nowy rząd w Hiszpanii.
- 8 września – Ghazi I został królem Iraku.
- 12 września – Leó Szilárd wpadł na pomysł wykorzystania nuklearnej reakcji łańcuchowej do zbudowania bomby atomowej.
- 17 września – Włoch Luigi Beccali ustanowił w Mediolanie rekord świata w biegu na 1500 m wynikiem 3 min 49,0 s.
- 21 września–23 grudnia – proces o podpalenie Reichstagu.
- 22 września – realizując politykę „ujednolicania”, niemiecki minister propagandy Joseph Goebbels utworzył Izbę Kultury Rzeszy – mającą być instrumentem narodowo-socjalistycznej polityki kulturalnej.
- 26 września – w Meksyku tornado zniszczyło miasto Tampico.
- 30 września – premiera amerykańskiego filmu muzycznego Nocne motyle w reżyserii Lloyda Bacona.
- 1 października – nieudana próba zamachu na kanclerza Austrii Engelberta Dollfußa.
- 7 października – Albert Einstein wraz z rodziną wypłynął z Southampton, udając się na emigrację do USA.
- 10 października – samolot linii lotniczych United Airlines, Boeing 247, został zniszczony w powietrzu przez wybuch bomby, w pobliżu miejscowości Chesterton w stanie Indiana. Był to pierwszy udowodniony wypadek sabotażu w historii lotnictwa cywilnego.
- 12 października – budynek więzienia wojsk lądowych Stanów Zjednoczonych na wyspie Alcatraz został nabyty przez Departament Sprawiedliwości Stanów Zjednoczonych z myślą o wcieleniu go do systemu federalnego więziennictwa. Pierwsi więźniowie zostali osadzeni w 1934 r.
- 16 października – Niemcy ogłosili zamiar wystąpienia z Ligi Narodów.
- 17 października – Albert Einstein przybył do Stanów Zjednoczonych jako uchodźca polityczny z Niemiec.
- 18 października – Niemcy, Moringen koło Hanoweru: powstał pierwszy obóz koncentracyjny dla kobiet.
- 21 października – Niemcy wystąpiły z Ligi Narodów.
- 23 października – włoski pilot Francesco Angello na hydroplanie MC 72 ustanowił, obowiązujący do dzisiaj, rekord prędkości (709,21 km/h) dla tego typu samolotów z silnikami tłokowymi.
- 29 października – syn byłego dyktatora Hiszpanii José Antonio Primo de Rivera założył partię polityczną Falanga.
- 31 października – wysoki komisarz Palestyny generał Arthur Grenfell Wauchope dokonał oficjalnego otwarcia portu w Hajfie.
- 5 listopada – w Hiszpanii Baskowie głosowali za autonomią.
- 8 listopada:
  - Nowy Ład Gospodarczy: prezydent Roosevelt przedstawił Administrację Robót Publicznych (ang. Civil Works Administration), mającą za cel stworzenie miejsc pracy dla przeszło 4 milionów bezrobotnych.
  - król Afganistanu Mohammad Nader Szah został w Kabulu zastrzelony przez gimnazjalistę. Nowym królem został syn zamordowanego monarchy, Mohammad Zaher Szah.
- 11 listopada – w Dakocie Południowej potężna burza pyłowa zdarła wierzchnią warstwę osuszonej gleby w gospodarstwach rolnych, była to jedna z wielu burz pyłowych, które nawiedziły te tereny w ciągu roku.
- 12 listopada:
  - w wyborach do Reichstagu NSDAP otrzymała 92% poparcia.
  - Hugh Gray jako pierwszy sfotografował rzekomego potwora z Loch Ness.
- 14 listopada – na czele rządu Rumunii stanął Ion Duca, sześć tygodni później zamordowany przez Żelazną Gwardię.
- 16 listopada:
  - ZSRR i USA nawiązały stosunki dyplomatyczne.
  - Wenezuela: amerykański pilot Jimmie Angel(inne języki) odkrył z powietrza Salto del Angel, najwyższy wodospad na świecie.
- 17 listopada – premiera filmu Kacza zupa.
- 19 listopada – w wyborach w Drugiej Republice Hiszpańskiej odniosły sukces partie prawicowe.
- 21 listopada – pod Charkowem w katastrofie samolotu K-7 zginęło 15 spośród 20 osób na pokładzie.
- 26 listopada – Camille Chautemps został po raz drugi premierem Francji.
- 28 listopada – amerykański fizyk i konstruktor Robert J. Van de Graaff zakończył budowę generatora własnego projektu, który to generator był w stanie wytworzyć napięcie 7 000 000 V.
- 1 grudnia – premiera niemieckiego filmu propagandowego Zwycięstwo wiary w reżyserii Leni Riefenstahl.
- 4 grudnia – rozpoczęła się Wystawa Berlińska.
- 5 grudnia – zniesienie prohibicji w USA.
- 8 grudnia – w Saragossie wybuchło powstanie anarchistyczne, które objęło głównie hiszpańskie prowincje: Aragonię, Katalonię, Huesca i Teruel.
- 12 grudnia – Malcolm Irvine nakręcił dwuminutowy film z potworem z Loch Ness.
- 23 grudnia:
  - zakończył się proces lipski. Marinus van der Lubbe został uznany za winnego podpalenia Reichstagu i skazany na śmierć.
  - w katastrofie kolejowej na linii Lagny – Pomponne we Francji zginęły 204 osoby, a 120 zostało rannych.
- 26 grudnia:
  - w Tokio w Japonii powstał koncern Nissan Motor Co. Ltd.
  - Edwin Howard Armstrong opatentował radio o modulacji częstotliwości FM.
- 27 grudnia – Muzeum Brytyjskie zapłaciło władzom ZSRR 100 tys. funtów za kilkaset stron (⅔ całości) przechowywanego w leningradzkiej Państwowej Bibliotece Publicznej Kodeksu Synajskiego.
- 29 grudnia – członkowie faszystowskiej organizacji Żelazna Gwardia dokonali udanego zamachu na premiera Rumunii Iona Gheorghea Duca.

Poza tym:
- W Andorze przyznano prawo wyborcze wszystkim mężczyznom powyżej 24. roku życia.
- W Niemczech powstała komisja ekspercka, mająca odpowiedzieć na pytania w sprawach dotyczących populacji i kwestii rasowych, pod przewodnictwem Ministra Spraw Wewnętrznych III Rzeszy, Wilhelma Fricka.
- W konsekwencji polityki przymusowej kolektywizacji rolnictwa w ZSRR doszło do klęski głodu na Ukrainie – Hołodomor (ukr. Голодомор).
- Pięć rządów koalicyjnych zostało sformowanych i upadło we Francji.
- Prezydent USA Roosevelt odrzucił socjalizm i państwową własność zakładów przemysłowych.
- Bezrobocie w Stanach Zjednoczonych osiągnęło poziom 15 milionów osób.

## Urodzili się
- 1 stycznia:
  - Waldemar Jędrzejczyk, polski lekarz (zm. 2023)
  - Mieczysław Kalenik, polski aktor (zm. 2017)
  - Ford Konno, amerykański pływak
  - Joe Orton, brytyjski dramaturg, aktor (zm. 1967)
- 2 stycznia:
  - Anna Bartáková, czeska śpiewaczka operowa (zm. 1983)
  - Giuseppe Costanzo, włoski duchowny katolicki
  - Józef Kurek, polski hokeista (zm. 2015)
  - Henryk Łapiński, polski aktor (zm. 2020)
  - Józef Niewiadomski, polski polityk i działacz partyjny (zm. 2019)
  - Richard Riley, amerykański polityk
- 3 stycznia – Waldemar Nowakowski, podpułkownik Wojska Polskiego w stanie spoczynku, jeden z najmłodszych uczestników powstania warszawskiego (zm. 2023)
- 4 stycznia:
  - Eliasz II, gruziński duchowny prawosławny, patriarcha Gruzji
  - Hannelore Glaser-Franke, niemiecka narciarka alpejska
  - Andrzej Trautman, polski fizyk teoretyk
- 5 stycznia:
  - Tadeusz Balcerowski, polski polityk, poseł na Sejm RP (zm. 2020)
  - Tadeusz Kowalczyk, polski rolnik i polityk, poseł na Sejm X i I kadencji (zm. 2022)
  - Barbara Wałkówna, polska aktorka (zm. 2018)
- 6 stycznia:
  - Leszek Drogosz, polski bokser, aktor (zm. 2012)
  - Janina Kabulska, polska siatkarka (zm. 2008)
  - Helena Kowalska, polska aktorka
  - Jadwiga Kukułczanka, polska tłumaczka, poetka i krytyk literacki (zm. 2020)
  - Oleg Makarow, radziecki inżynier-mechanik, kosmonauta (zm. 2003)
  - Ewa Najwer, polska pisarka, poetka, krytyk literacki (zm. 2019)
  - Justo Tejada, hiszpański piłkarz narodowości katalońskiej (zm. 2021)
  - Zofia Walasek, polska lekkoatletka, biegaczka (zm. 2022)
- 7 stycznia:
  - Adam Glazur, polski inżynier elektryk, polityk, minister budownictwa i przemysłu materiałów budowlanych
  - Paul Van den Berghe, belgijski duchowny katolicki, biskup Antwerpii
  - Zbigniew Wesołowski, polski inżynier mechanik, profesor nauk technicznych (zm. 2024)
- 8 stycznia – Juan Marsé, hiszpański pisarz, dziennikarz i publicysta (zm. 2020)
- 9 stycznia:
  - Andrzej Dyrcz, polski ekolog i ornitolog
  - Józef Musioł, polski prawnik
  - Wilbur Smith, brytyjski pisarz pochodzenia zambijskiego (zm. 2021)
  - Jan Tyszler, polski operator filmowy
- 10 stycznia – Nadżah al-Attar, syryjska polityk
- 11 stycznia – Barbara Grabowska-Olszewska, polska geolog, wykładowczyni akademicka (zm. 2023)
- 12 stycznia:
  - Liliana Cavani, włoska reżyserka i scenarzystka filmowa
  - Kamal al-Dżanzuri, egipski polityk (zm. 2021)
- 13 stycznia – Bogusław Gediga, polski archeolog (zm. 2022)
- 16 stycznia:
  - Mark Forest, amerykański aktor (zm. 2022)
  - Marian Kwarciński, polski żużlowiec (zm. 2015)
  - Susan Sontag, amerykańska pisarka, obrończyni praw człowieka (zm. 2004)
- 17 stycznia
  - Dalida, francuska piosenkarka (zm. 1987)
  - Dan Waern, szwedzki lekkoatleta
- 18 stycznia:
  - Emeka Anyaoku, nigeryjski polityk, dyplomata i działacz społeczny
  - Wojciech Bieńko, polski prozaik oraz autor widowisk telewizyjnych
  - John Boorman, angielski reżyser, scenarzysta i producent filmowy
  - Jean Vuarnet, francuski narciarz (zm. 2017)
- 19 stycznia:
  - Jan Bisztyga, polski agent wywiadu, dyplomata, urzędnik państwowy
  - George Coyne, amerykański jezuita, astrofizyk (zm. 2020)
- 20 stycznia:
  - Artur Dziak, polski lekarz
  - Kazimierz Szeląg, polski wojskowy, generał (zm. 2024)
- 21 stycznia – Julieta Serrano, hiszpańska aktorka
- 23 stycznia:
  - Bill Hayden, australijski polityk (zm. 2023)
  - Chita Rivera, amerykańska piosenkarka, aktorka i tancerka (zm. 2024)
- 24 stycznia:
  - Irena Brodzińska, polska śpiewaczka operetkowa (zm. 2024)
  - Nico Fidenco, włoski piosenkarz, kompozytor (zm. 2022)
  - Aleksander Szymański, polski szachista (zm. 2011)
- 25 stycznia:
  - Corazon Aquino, filipińska polityk, prezydent Filipin (zm. 2009)
  - Alden Nowlan, kanadyjski poeta, pisarz i dramaturg (zm. 1983)
  - Mirosław Perz, polski muzykolog i dyrygent (zm. 2023)
- 26 stycznia:
  - Ercole Baldini, włoski kolarz szosowy i torowy (zm. 2022)
  - Javier Lozano Barragán, meksykański duchowny katolicki, biskup Zacatecas, kardynał (zm. 2022)
  - Helena Kurmanowicz, polska architekt (zm. 2018)
  - Eldar Szengiełaja, radziecki i gruziński reżyser filmowy i scenarzysta (zm. 2025)
  - Janina Zającówna, polska pisarka, scenarzystka filmowa
  - Hans Björkegren, szwedzki poeta, pisarz i tłumacz (zm. 2017)
- 28 stycznia:
  - António Cardoso e Cunha, portugalski inżynier, przedsiębiorca, polityk, eurokomisarz (zm. 2021)
  - Krzysztof Teodor Toeplitz, polski dziennikarz, publicysta, scenarzysta i krytyk filmowy (zm. 2010)
- 29 stycznia – Sacha Distel, francuski piosenkarz i gitarzysta (zm. 2004)
- 31 stycznia – Aníbal Alzate, kolumbijski piłkarz (zm. 2016)
- 1 lutego – Ryszard Zieniawa, polski judoka i trener judo (zm. 2020)
- 2 lutego: 
  - Bruno Garzena, włoski piłkarz (zm. 2024)
  - Than Shwe, birmański wojskowy, polityk
- 3 lutego:
  - Hanna Loth-Nowak, polska koszykarka
  - Paul Sarbanes, amerykański polityk, senator ze stanu Maryland (zm. 2020)
  - Varetta Dillard, amerykańska piosenkarka (zm. 1993)
- 4 lutego:
  - Maria Chwalibóg, polska aktorka (zm. 2024)
  - Toshi Ichiyanagi, japoński kompozytor (zm. 2022)
  - Marian Papis, polski samorządowiec, dziennikarz i polityk
  - Freidoune Sahebjam, francuski pisarz i dziennikarz (zm. 2008)
- 5 lutego:
  - Miguel d’Escoto Brockmann, nikaraguański duchowny katolicki, dyplomata i polityk (zm. 2017)
  - Jörn Donner, fiński reżyser, scenarzysta, producent, aktor i krytyk filmowy (zm. 2020)
  - B.S. Johnson, angielski pisarz i poeta (zm. 1973)
  - Miloš Milutinović, jugosłowiański piłkarz, trener (zm. 2003)
  - Alf Petersson, szwedzki lekkoatleta (zm. 2024)
  - Andrzej Piskozub, polski historyk, wykładowca akademicki (zm. 2021)
- 6 lutego – Anđelko Vuletić, chorwacki poeta, pisarz, dramaturg i tłumacz (zm. 2021)
- 7 lutego:
  - Włodzimierz Łajming, polski malarz, rysownik, pedagog (zm. 2022)
  - Tadeusz Mikoś, polski generał brygady (zm. 2018)
  - Romain Zaleski, polsko-francuski finansista, brydżysta
- 8 lutego:
  - Elly Ameling, holenderska śpiewaczka
  - Don Burgess, brytyjski kolarz torowy
  - Hiroki Kōsai, japoński astronom
  - Olgierd Palacz, polski okulista (zm. 2022)
- 9 lutego – Tadeusz Malak, polski aktor i reżyser (zm. 2017)
- 10 lutego – Piet van der Kuil, holenderski piłkarz
- 11 lutego – Roger Closset, francuski szermierz (zm. 2020)
- 13 lutego:
  - Paul Biya, kameruński polityk
  - Costa-Gavras, grecko-francuski reżyser
  - Kazimiera Nogajówna, polska aktorka (zm. 2022)
  - Kim Novak, amerykańska aktorka
  - Emanuel Ungaro, francuski projektant mody (zm. 2019)
- 14 lutego
  - Tadeusz Bujnicki, polski literatuznawca
  - Jesse Mashburn, amerykański lekkoatleta
  - Robert Shea, amerykański pisarz (zm. 1994)
- 15 lutego:
  - Kelvin Felix, duchowny katolicki z Dominiki (zm. 2024)
  - Władimir Sawczenko, ukraiński pisarz science fiction (zm. 2005)
  - Franz Swoboda, austriacki piłkarz (zm. 2017)
- 16 lutego:
  - Zdzisław Ostrowski, polski generał (zm. 2019)
  - Wiesław Żelazko, polski matematyk
- 17 lutego:
  - Romana Próchnicka, polska aktorka (zm. 2020)
  - Craig L. Thomas, amerykański polityk, senator ze stanu Wyoming (zm. 2007)
- 18 lutego:
  - Rafael Llano Cifuentes, brazylijski duchowny katolicki, biskup (zm. 2017)
  - Yoko Ono (jap. 小野 洋子) – amerykańska artystka i wokalistka pochodzenia japońskiego, żona Johna Lennona
  - Bobby Robson, angielski piłkarz, trener (zm. 2009)
- 19 lutego – Valmy Féaux, belgijski i waloński polityk
- 20 lutego: 
  - Gerard Gabryś, polski górnik i polityk
  - Zygmunt Kamiński, polski duchowny katolicki, biskup rzymskokatolicki (zm. 2010)
- 21 lutego:
  - Bob Rafelson, amerykański reżyser i scenarzysta (zm. 2022)
  - Nina Simone, amerykańska piosenkarka i pianistka jazzowa (zm. 2003)
- 22 lutego:
  - Katarzyna, księżna Kentu
  - Nicholas Pileggi, amerykański pisarz, scenarzysta i producent filmowy
- 23 lutego – Jan Turnau, polski pisarz i działacz społeczny
- 24 lutego – Toshiya Ueda, japoński seiyū i aktor dubbingowy (zm. 2022)
- 25 lutego – Jean-Pierre Goudeau, francuski lekkoatleta (zm. 2024)
- 26 lutego – Lubomyr Huzar, ukraiński duchowny katolicki, kardynał (zm. 2017)
- 27 lutego: 
  - Marek Mietelski, polski pianista
  - Aleksander Minkowski, polski pisarz (zm. 2016)
  - Adam Nidzgorski, polski malarz (zm. 2025)
- 28 lutego:
  - Sidney J. Furie, kanadyjski reżyser
  - Paulos Raptis (alternatywna data ur.: 29 lutego 1936), polski śpiewak operowy (tenor) (zm. 2021)
- 1 marca:
  - István Láng, węgierski kompozytor (zm. 2023)
  - Martin Luluga, ugandyjski duchowny katolicki, administrator apostolski, biskup Nebbi i Gulu (zm. 2022)
  - Józef Waczków, polski poeta, tłumacz literatury czeskiej, francuskiej, rosyjskiej, portugalskiej i słowackiej (zm. 2004)
- 2 marca: 
  - Ryszard Morawski, polski malarz (zm. 2023)
  - Arthur Tafoya, amerykański duchowny katolicki (zm. 2018)
- 3 marca:
  - Gerhard Mayer-Vorfelder, niemiecki polityk (zm. 2015)
  - Tomás Milián, kubańsko-amerykański aktor, scenarzysta filmowy i telewizyjny (zm. 2017)
  - Lee Radziwill, działaczka amerykańska, była aktorka, młodsza siostra Jacqueline Kennedy, żony prezydenta Stanów Zjednoczonych Johna F. Kennedy’ego (zm. 2019)
- 4 marca – Nino Vaccarella, włoski kierowca wyścigowy (zm. 2021)
- 5 marca:
  - Walter Kasper, niemiecki duchowny katolicki
  - Eduard Ovčáček, czeski malarz, grafik, rzeźbiarz (zm. 2022)
- 7 marca: 
  - Marzenna Szlenk-Iliewa, polska sinolog
  - Wiesław Wojnowski, polski chemik (zm. 2024)
- 8 marca:
  - Ronnie Moore, nowozelandzki żużlowiec (zm. 2018)
  - Luca Ronconi, włoski reżyser teatralny (zm. 2015)
  - Józef Wiejacz, polski dyplomata (zm. 2017)
- 9 marca:
  - Ewa Krzywicka-Blum, polska kartograf
  - Reinhard Lettmann, niemiecki duchowny katolicki (zm. 2013)
  - Lloyd Price, amerykański piosenkarz (zm. 2021)
- 10 marca – John Wrighton – brytyjski sprinter
- 11 marca: 
  - Leszek Lichy, polski lekkoatleta
  - Sandra Milo, włoska aktorka (zm. 2024)
- 12 marca – Leonard Dobczyński, polski lekkoatleta, płotkarz i sprinter, trener (zm. 2014)
- 14 marca:
  - Michael Caine, brytyjski aktor, dwukrotny zdobywca Oscara
  - René Felber, szwajcarski polityk (zm. 2020)
  - Quincy Jones, amerykański kompozytor muzyki jazzowej (zm. 2024)
  - Anu Kaipainen, fińska powieściopisarka, poetka i scenarzystka (zm. 2009)
  - Krystyna Szostek-Radkowa, polska śpiewaczka
- 15 marca:
  - Jacques Amir, izraelski polityk (zm. 2011)
  - Ruth Bader Ginsburg, amerykańska prawniczka i sędzia Sądu Najwyższego Stanów Zjednoczonych (zm. 2020)
  - Genowefa Wydrych, polska aktorka
- 17 marca:
  - Heather Armitage, brytyjska lekkoatletka
  - Penelope Lively, brytyjska pisarka
  - Ołeksij Onyszczenko, ukraiński filozof, teoretyk kultury
- 18 marca:
  - Helmut Bauer, niemiecki duchowny katolicki, biskup pomocniczy Würzburga (zm. 2024)
  - John Kynoch, brytyjski strzelec sportowy
  - Sergio Pitol, meksykański pisarz (zm. 2018)
  - Severino Poletto, włoski duchowny katolicki (zm. 2022)
  - Józef Raca, polski przedsiębiorca (zm. 2023)
  - Jerzy Rajski, polski prawnik
- 19 marca:
  - Zofia Czerwińska, polska aktorka (zm. 2019)
  - Philip Roth, amerykański pisarz (zm. 2018)
  - Michel Sabbah, palestyński duchowny katolicki, łaciński patriarcha Jerozolimy
  - Renée Taylor, amerykańska aktorka teatralna i filmowa, reżyserka i scenarzystka
- 20 marca:
  - Henryk Muszyński, polski duchowny katolicki, Prymas Polski
  - Elżbieta Pleszczyńska, polska statystyk, działaczka społeczna
  - Azeglio Vicini, włoski piłkarz (zm. 2018)
- 21 marca – Michael Heseltine, brytyjski przedsiębiorca i polityk
- 22 marca:
  - Eugenia Ciarkowska, polska lekkoatletka, kulomiotka (zm. 1995)
  - Abolhasan Banisadr, irański polityk i ekonomista, prezydent Iranu (zm. 2021)
  - Michel Hidalgo, francuski piłkarz (zm. 2020)
  - Buddy MacKay, amerykański polityk (zm. 2024)
  - Forrest Preston, amerykański miliarder
- 23 marca:
  - Jan Harold Brunvand, amerykański badacz folkloru
  - Anna Fendi, włoska projektantka mody
  - Hayes Alan Jenkins, amerykański łyżwiarz figurowy
  - Alicja Korcz, polska entomolog
  - Andrzej Trzaskowski, polski kompozytor, pianista, dyrygent, publicysta i krytyk muzyczny, pionier jazzu w Polsce (zm. 1998)
  - Philip Zimbardo, amerykański psycholog (zm. 2024)
- 24 marca – William Smith, amerykański aktor, producent filmowy i scenarzysta (zm. 2021)
- 25 marca – Mariusz Gorczyński, polski aktor (zm. 1990)
- 26 marca – Tinto Brass, włoski reżyser, scenarzysta i aktor
- 27 marca:
  - Guido Bodrato, włoski ekonomista, polityk (zm. 2023)
  - Józef Jachimczak, polski duchowny rzymskokatolicki
  - Gino Pivatelli, włoski piłkarz
  - Władysław Rozwadowski, polski prawnik (zm. 2024)
  - Kazimiera Rykowska, polska lekkoatletka, dyskobolka (zm. 2012)
- 28 marca:
  - Włodzimierz Czechowski, polski polityk, poseł na Sejm RP
  - Aleksandr Mitta, rosyjski reżyser filmowy (zm. 2025)
  - Frank Murkowski, amerykański polityk, senator ze stanu Alaska
  - Juan Sandoval Iniguez, meksykański duchowny katolicki
  - Zbigniew Puchalski, polski żeglarz (zm. 2014)
- 29 marca:
  - Jacques Brault, kanadyjski poeta (zm. 2022)
  - Marc Roguet, francuski jeździec
- 1 kwietnia
  - Claude Cohen-Tannoudji, francuski fizyk, laureat Nagrody Nobla
  - Kazimierz Sopuch, polski poeta
- 2 kwietnia – György Konrád, węgierski pisarz (zm. 2019)
- 3 kwietnia:
  - Bob Dornan, amerykański polityk
  - Valéria Gyenge, węgierska pływaczka
  - Anna Rodzińska, polska rzeźbiarka
  - Józef Wojnarowski, polski naukowiec (zm. 2023)
- 4 kwietnia:
  - Anna Bella Geiger, brazylijska artystka polsko-żydowskiego pochodzenia
  - Seóirse Bodley, irlandzki kompozytor (zm. 2023)
  - Frits Bolkestein, holenderski polityk (zm. 2025)
  - Jan Gliński, polski agrofizyk i gleboznawca (zm. 2020)
- 5 kwietnia – Frank Gorshin, amerykański aktor i komik (zm. 2005)
- 7 kwietnia:
  - Mieczysław Czernik, polski matematyk, astronom, historyk poczty, filatelista, popularyzator historii, łodzianin (zm. 1991)
  - Wayne Rogers, amerykański aktor (zm. 2015)
- 9 kwietnia: 
  - Jean-Paul Belmondo, francuski aktor (zm. 2021)
  - Jerzy Dera, polski uczony
  - Marija Pisariewa, radziecka lekkoatletka, skoczkini wzwyż (zm. 2023)
- 10 kwietnia:
  - Stanisław Grzędzielski, polski astronom
  - Stefan Kapłaniak, polski kajakarz (zm. 2021)
  - Andrzej Saciuk, polski śpiewak (bas), aktor, reżyser i pedagog (zm. 2020)
- 11 kwietnia – Sergio Valdés, piłkarz chilijski (zm. 2019)
- 12 kwietnia: 
  - Montserrat Caballé, hiszpańska śpiewaczka (sopran koloraturowy) (zm. 2018)
  - Tadeusz Strumff, polski pisarz, reporter i publicysta (zm. 2025)
- 13 kwietnia:
  - Ewa Chojecka, polska uczona
  - Ben Nighthorse Campbell, amerykański polityk, senator ze stanu Kolorado
  - Roger Gaignard, francuski kolarz
  - Jerzy Pośpiech, polski filolog
- 14 kwietnia:
  - Paddy Hopkirk, brytyjski kierowca wyścigowy (zm. 2022)
  - Jurij Oganiesian, rosyjski fizyk
  - Morton Subotnick, amerykański kompozytor
- 15 kwietnia:
  - Roy Clark, amerykański piosenkarz country, aktor i gitarzysta (zm. 2018)
  - Ida Kinalska, polska lekarka
  - Wira Krepkina, ukraińska lekkoatletka, skoczkini w dal (zm. 2023)
  - Boris Strugacki, rosyjski pisarz s-f (zm. 2012)
- 16 kwietnia:
  - Elżbieta Ryl-Górska, polska śpiewaczka operetkowa (zm. 2021)
  - Anna Sokołowska, polska reżyserka filmowa (zm. 2016)
  - Władysław Szulc, polski fotograf i malarz (zm. 2021)
  - Shani Wallis, amerykańska aktorka
- 17 kwietnia – André Gruchet, francuski kolarz (zm. 2015)
- 18 kwietnia – Czesław Zięba, polski wynalazca, inżynier (zm. 2010)
- 19 kwietnia:
  - Giuseppe Chiaretti, włoski duchowny katolicki, arcybiskup Perugii-Città della Pieve (zm. 2021)
  - Michalina Growiec, polska śpiewaczka i pedagog (zm. 2023)
  - Jayne Mansfield, amerykańska aktorka, modelka Playboya (zm. 1967)
- 20 kwietnia – Kristaq Dhamo, albański reżyser, scenarzysta i krytyk (zm. 2022)
- 21 kwietnia – Easley Blackwood, amerykański kompozytor, pianista (zm. 2023)
- 22 kwietnia: 
  - Ewa Aldona Bylińska, polska biolog, nauczycielka akademicka (zm. 2023)
  - Mark Damon, amerykański aktor i producent filmowy (zm. 2024)
- 23 kwietnia – Tharcisse Tshibangu, duchowny rzymskokatolicki z Demokratycznej Republiki Konga, biskup diecezjalny Mbujimayi (zm. 2021)
- 24 kwietnia – Liam Hyland, irlandzki polityk
- 25 kwietnia – Phillip Straling, amerykański duchowny katolicki
- 26 kwietnia:
  - Carol Burnett, amerykańska aktorka
  - Jack Daniels, amerykański pięcioboista nowoczesny
  - Jerzy Knabe, polski inżynier (zm. 2024)
  - Pelagia Majewska, polska pilotka-instruktorka samolotowa i szybowcowa (zm. 1988)
  - Arno Penzias, amerykański fizyk i astrofizyk pochodzenia niemieckiego, laureat Nagrody Nobla w dziedzinie fizyki (zm. 2024)
- 28 kwietnia – Stênio Garcia, brazylijski aktor
- 29 kwietnia:
  - Mark Eyskens, belgijski ekonomista, profesor, polityk, premier
  - Alison Knowles, amerykańska artystka intermedialna
  - Rod McKuen, amerykański piosenkarz, kompozytor i poeta (zm. 2015)
- 30 kwietnia:
  - Stanisław Kowalski, polski inżynier, działacz społeczny (zm. 2022)
  - Marthe Matongo, środkowoafrykańska polityczka
  - Vittorio Merloni, włoski przedsiębiorca, przemysłowiec (zm. 2016)
  - Willie Nelson, amerykański piosenkarz
  - Krystyna Poklewska, polska historyk literatury (zm. 2019)
  - Stanisław Tworzydło, polski artysta plastyk (zm. 2022)
- 1 maja – Hieronim Kowalski, polski pilot i instruktor lotniczy i szybowcowy (zm. 2022)
- 2 maja: 
  - Celeste Caeiro, portugalska pacyfistka (zm. 2024)
  - Anna Filek, polska polityk, poseł na Sejm RP (zm. 2024)
- 3 maja:
  - James Brown, „ojciec chrzestny” soulu (zm. 2006)
  - Stanisław Kociołek, polski działacz komunistyczny (zm. 2015)
  - Steven Weinberg, amerykański fizyk, laureat Nagrody Nobla (zm. 2021)
- 4 maja – Andrzej Tarkowski, polski embriolog (zm. 2016)
- 5 maja:
  - Igor Kaszkarow, radziecki lekkoatleta
  - Rufus Pereira, hinduski duchowny katolicki, ksiądz, teolog, egzorcysta (zm. 2012)
- 6 maja: 
  - Juanita Castro, Amerykanka pochodzenia kubańskiego, siostra Fidela i Raúla (zm. 2023)
  - Gregory Karotemprel, indyjski duchowny syromalabarski, biskup Rajkot
- 7 maja:
  - Władysław Kot, polski filozof
  - Eugeniusz Ksol, polski piłkarz i trener piłkarski
  - Nexhmije Pagarusha, albańska piosenkarka i aktorka (zm. 2020)
- 8 maja – Jerzy Molga, polski aktor (zm. 2024)
- 9 maja – Grzegorz Łatuszyński, polski pisarz (zm. 2020)
- 10 maja: 
  - Françoise Fabian, francuska aktorka
  - Barbara Taylor Bradford, brytyjska pisarka (zm. 2024)
- 11 maja:
  - Agnieszka Byrska, polska aktorka
  - Louis Farrakhan, amerykański lider radykalnej gałęzi Narodu Islamu
  - Stanisław Kruciński, polski fechmistrz i szablista (zm. 2023)
  - Hieronim Woźniak, polski nauczyciel, działacz społeczny, publicysta
- 12 maja: 
  - Zofia Kucówna, polska aktorka (zm. 2024)
  - Alicja Pawlicka, polska aktorka (zm. 2024)
  - Stephen Vizinczey, węgierski pisarz i krytyk literacki (zm. 2021)
  - Andriej Wozniesienski, rosyjski poeta (zm. 2010)
- 14 maja: 
  - Éric Battista, francuski lekkoatleta
  - Siân Phillips, walijska aktorka
- 15 maja: 
  - Peter Broadbent, angielski piłkarz (zm. 2013)
  - Gustav Dallner, szwedzki cytolog
  - Émilius Goulet, kanadyjski duchowny katolicki, arcybiskup metropolita Saint-Boniface
  - Ursula Schleicher, niemiecka polityk, eurodeputowany
- 16 maja – Beverly Faulds, rodezyjski hokeista na trawie
- 17 maja – Jarosław Abramow-Newerly, polski dramatopisarz
- 18 maja:
  - Bernadette Chirac, francuska pierwsza dama
  - Deve Gowda, indyjski polityk, premier Indii
  - Andrzej Piotrowski, polski trener lekkoatletyki (zm. 2023)
- 19 maja: 
  - Edward de Bono, maltański lekarz, psycholog, wykładowca akademicki (zm. 2021)
  - Rosemary Payne, brytyjska lekkoatletka, dyskobolka
  - Wacław Sadkowski, polski krytyk literacki, eseista, tłumacz (zm. 2023)
- 20 maja – Constance Towers, amerykańska aktorka
- 21 maja: 
  - Maurice André, francuski trębacz (zm. 2012)
  - Umberto Colombo, włoski piłkarz (zm. 2021)
- 22 maja: 
  - Chen Jingrun, chiński matematyk (zm. 1996)
  - Irina Kołpakowa, rosyjska tancerka baletowa
- 23 maja:
  - Joan Collins, brytyjska aktorka
  - Shōzō Iizuka, japoński aktor (zm. 2023)
  - Ove Fundin, szwedzki żużlowiec
  - Tadeusz Popiela, polski lekarz
- 25 maja:
  - Basdeo Panday, trynidadzki polityk, premier Trynidadu i Tobago (zm. 2024)
  - Maria Semczyszak, polska saneczkarka
  - Jógvan Sundstein, farerski polityk, premier Wysp Owczych (zm. 2024)
  - Włodzimierz Żrałek, polski dziennikarz i publicysta
- 26 maja – Edward Whittemore, amerykański pisarz, dziennikarz, agent CIA (zm. 1995)
- 27 maja: 
  - Martine Lehideux, francuska polityk i samorządowiec
  - Jerzy Nasierowski, polski aktor, pisarz
- 28 maja – Rune Johnsson, szwedzki zapaśnik
- 29 maja:
  - Abd ar-Rahman Munif, arabski pisarz (zm. 2004)
  - Nikoła Pydewski, bułgarski szachista (zm. 2023)
  - Helmuth Rilling, niemiecki dyrygent
- 1 czerwca:
  - Jan Janca, polski organista, kompozytor i muzykolog (zm. 2023)
  - Gilli Smyth, brytyjska poetka (zm. 2016)
  - Charles Wilson, amerykański polityk (zm. 2010)
- 2 czerwca – Rostisław Wargaszkin, rosyjski kolarz torowy
- 4 czerwca:
  - Edmund Bałuka, polski działacz komunistyczny (zm. 2015)
  - Godfried Danneels, belgijski duchowny katolicki, kardynał (zm. 2019)
  - Maciej Dubois, polski adwokat (zm. 2016)
- 5 czerwca – William Kahan, kanadyjski matematyk, informatyk
- 6 czerwca: 
  - Heinrich Rohrer, szwajcarski fizyk, laureat Nagrody Nobla (zm. 2013)
  - Stanisław Gerard Trefoń, polski kolekcjoner (zm. 2024)
- 7 czerwca – Juan María Uriarte Goiricelaya, hiszpański duchowny katolicki (zm. 2024)
- 8 czerwca:
  - Abelardo Alvarado Alcántara, meksykański duchowny katolicki, biskup pomocniczy Meksyku (zm. 2021)
  - Zbigniew Białecki, polski polityk, poseł na Sejm PRL (zm. 1990)
  - Hüsamettin Cindoruk, turecki polityk i prawnik
  - Kirił Petkow, bułgarski zapaśnik (zm. 2019)
  - Joan Rivers, amerykańska aktorka, prezenterka telewizyjna (zm. 2014)
  - Władysław Stróżewski, polski filozof
- 9 czerwca: 
  - Jan Gawroński, polski piłkarz (zm. 2023)
  - Don Young, amerykański polityk, kongresman (zm. 2022)
- 10 czerwca – Gabriel Bartoszewski, polski duchowny katolicki, kapucyn
- 11 czerwca:
  - Lennart Jonsson, szwedzki lekkoatleta, sprinter (zm. 2023)
  - Gene Wilder, amerykański aktor (zm. 2016)
- 13 czerwca:
  - Tom King, brytyjski polityk
  - Ivar Nilsson, szwedzki łyżwiarz (zm. 2019)
- 14 czerwca:
  - Iwo Białynicki-Birula, polski fizyk
  - Hadar Cars, szwedzki polityk
  - Harry Hooper, angielski piłkarz (zm. 2020)
  - Jerzy Kosiński, amerykański pisarz pochodzenia polsko-żydowskiego (zm. 1991)
  - Henryk Orleański, książę Francji (zm. 2019)
- 15 czerwca:
  - Fu’ad al-Mubazza, tunezyjski polityk (zm. 2025)
  - Iulia Țibulschi, mołdawska kompozytorka, muzykolog, pedagog
- 16 czerwca – Wiesława Kwaśniewska, polska aktorka
- 18 czerwca: 
  - Zdzisław Jankiewicz, polski inżynier
  - Jean Wicki, szwajcarski bobsleista (zm. 2023)
- 19 czerwca:
  - Otto Barić, chorwacki piłkarz (zm. 2020)
  - Krystyna Meissner, polska reżyser teatralna (zm. 2022)
  - Wiktor Pacajew, radziecki kosmonauta (zm. 1971)
- 20 czerwca:
  - Danny Aiello, amerykański aktor (zm. 2019)
  - Katarzyna Łaniewska, polska aktorka (zm. 2020)
- 21 czerwca – Bernie Kopell, amerykański aktor
- 22 czerwca:
  - Dianne Feinstein, amerykańska polityk, senator ze stanu Kalifornia (zm. 2023)
  - André Grobéty, szwajcarski piłkarz (zm. 2013)
  - Evaristo de Macedo, brazylijski piłkarz i trener
- 23 czerwca:
  - Norbert Honsza, polski germanista (zm. 2020)
  - Zbigniew Szonert, polski prawnik
  - Andrzej Trzos-Rastawiecki, polski reżyser i scenarzysta (zm. 2019)
- 24 czerwca:
  - Nadieżda Chnykina-Dwaliszwili, gruzińska lekkoatletka, sprinterka i skoczkini w dal
  - Sam Jones, amerykański koszykarz (zm. 2021)
  - Jan Kisyński, polski matematyk (zm. 2022)
  - Wojciech Skalmowski, polski orientalista, literaturoznawca, eseista, prozaik, publicysta, krytyk literacki (zm. 2008)
  - Lars Wohlin, szwedzki ekonomista, polityk (zm. 2018)
- 25 czerwca – Álvaro Siza, portugalski architekt
- 26 czerwca – Claudio Abbado, włoski dyrygent, pianista (zm. 2014)
- 27 czerwca: 
  - Gary Crosby, amerykański piosenkarz, aktor (zm. 1995)
  - Bożena Wyrozumska, polska historyk, mediewistka, wykładowczyni akademicka (zm. 2022)
- 28 czerwca – Vic Emery, kanadyjski bobsleista
- 29 czerwca – Piero Barucci, włoski ekonomista, nauczyciel akademicki, menedżer, polityk
- 30 czerwca:
  - Dave Duncan, szkocki pisarz fantasy (zm. 2018)
  - Lea Massari, włoska aktorka (zm. 2025)
  - Stanisław Szteyn, polski biolog
- 1 lipca:
  - Felix Ayo, hiszpański skrzypek (zm. 2023)
  - Radivoje Ognjanović, serbski piłkarz, trener (zm. 2011)
  - Toini Pöysti, fińska biegaczka narciarska (zm. 2024)
- 2 lipca – Tadeusz Riedl, polski entomolog
- 3 lipca: 
  - Francesco De Nittis, włoski biskup katolicki (zm. 2014)
  - Lidy Stoppelman, holenderska łyżwiarka
- 4 lipca – Józef Stompel, polski pianista, pedagog
- 5 lipca: 
  - Stanisław Tadeusz Dembiński, polski fizyk
  - Henryk Maćkowiak, polski fotograf
  - Irena Poniatowska, polska muzykolog, profesor nauk humanistycznych
- 7 lipca:
  - Murray Halberg, nowozelandzki lekkoatleta (zm. 2022)
  - Jacek Kajtoch, polski eseista i krytyk literacki (zm. 2019)
  - David McCullough, amerykański pisarz i historyk (zm. 2022)
- 9 lipca:
  - Henryk Gawroński, polski polityk, minister przemysłu maszynowego (zm. 2019)
  - Oliver Sacks, brytyjski neurolog, publicysta (zm. 2015)
- 10 lipca: 
  - Carlo Chendi, włoski scenarzysta, autor komiksów (zm. 2021)
  - Peter Jankowitsch, austriacki polityk
- 11 lipca – Allan Erdman, radziecki strzelec sportowy
- 12 lipca: 
  - Tadeusz Chwałczyk, polski dziennikarz
  - Donald Edwin Westlake, amerykański pisarz i scenarzysta (zm. 2008)
- 13 lipca – Antoni Rosołowicz, polski wioślarz
- 14 lipca:
  - Franz von Bayern, niemiecki polityk monarchistyczny
  - Daniel Duda, polski ekonomista, profesor nauk technicznych, kapitan żeglugi wielkiej
  - Tadeusz Madzia, polski polityk, poseł na Sejm RP
  - Dumaagijn Sodnom, mongolski polityk, premier Mongolii
- 15 lipca:
  - Alicja Miguła, polska koszykarka (zm. 2013)
  - Julian Bream, brytyjski gitarzysta i lutnista (zm. 2020)
  - Ivan Gálfy, słowacki ratownik górski, taternik i himalaista (zm. 2011)
  - John Hopfield, amerykański fizyk, laureat Nagrody Nobla
- 16 lipca:
  - Władimir Britaniszski, rosyjski poeta (zm. 2015)
  - Brad Harris, amerykański aktor (zm. 2017)
- 17 lipca – Karmenu Mifsud Bonnici, maltański polityk (zm. 2022)
- 18 lipca – R. Murray Schafer, kanadyjski kompozytor i pedagog (zm. 2021)
- 19 lipca: 
  - Michel Lévêque, francuski polityk
  - Anna Sobolewska, polska działaczka społeczna (zm. 2022)
  - Wincenty Staśkiewicz, polski twórca ludowy
- 20 lipca:
  - Cormac McCarthy, amerykański pisarz, scenarzysta i dramaturg (zm. 2023)
  - Włodzimierz Kłaczyński, polski pisarz (zm. 2025)
  - Rex Williams, angielski snookerzysta
- 21 lipca: 
  - John Gardner, amerykański powieściopisarz, krytyk literacki i nauczyciel (zm. 1982)
  - Adam Lisik, polski architekt
  - Brigitte Reimann, niemiecka pisarka (zm. 1973)
  - Wilhelm Skibiński, polski nauczyciel, działacz społeczny
- 22 lipca – Bogdan Dworak, polski literat (zm. 2020)
- 23 lipca:
  - Adam Natanek, polski dyrygent
  - Richard Rogers, brytyjski architekt (zm. 2021)
- 24 lipca:
  - John Aniston, amerykański aktor pochodzenia greckiego (zm. 2022)
  - Elżbieta Bareja, polska geolog
  - Arne Hamarsland, norweski lekkoatleta, średniodystansowiec (zm. 2025)
  - Jerzy Harasymowicz, polski poeta (zm. 1999)
- 25 lipca: 
  - Georgi Atanasow, bułgarski działacz komunistyczny (zm. 2022)
  - Tadeusz Trębacz, polski działacz kultury (zm. 2024)
- 26 lipca – Edmund S. Phelps, amerykański ekonomista
- 27 lipca:
  - Marlene Ahrens, chilijska lekkoatletka (zm. 2020)
  - Stanisław Jędryka, polski reżyser i scenarzysta filmowy (zm. 2019)
  - Stanley Schlarman, amerykański duchowny katolicki (zm. 2025)
- 28 lipca:
  - Maurice Moucheraud, francuski kolarz szosowy (zm. 2020)
  - Heraldine Rock, polityczka z Saint Lucia (zm. 2012)
  - Wiktor Bohdan Szostak, polski internista, dietetyk, profesor nauk medycznych (zm. 2025)
- 29 lipca: 
  - Jean-Marie Untaani Compaoré, burkiński duchowny katolicki, arcybiskup Wagadugu (zm. 2024)
  - Robert Fuller, amerykański aktor
- 30 lipca:
  - Gerda Kraan, holenderska lekkoatletka, biegaczka średniodystansowa
  - Halina Taborska, polska filolog, filozof, historyk sztuki (zm. 2021)
- 31 lipca – Cees Nooteboom, holenderski prozaik
- 1 sierpnia: 
  - Ko Un, południowokoreański poeta
  - Antonio Negri, włoski etyk, marksistowski filozof polityczny, pisarz (zm. 2023)
- 2 sierpnia – Joanis Warwitsiotis, grecki polityk
- 3 sierpnia: 
  - Jacek Antonowicz, polski hutnik, polityk, poseł na Sejm PRL
  - Mieczysław Kierlewicz, polski lekkoatleta
  - Jerzy Urban, polski dziennikarz, redaktor naczelny tygodnika „Nie” (zm. 2022)
- 4 sierpnia:
  - Sheldon Adelson, amerykański przedsiębiorca pochodzenia żydowskiego (zm. 2021)
  - Nathan Brooks, amerykański bokser (zm. 2020)
  - Helmut Juros, polski kapłan katolicki (zm. 2025)
  - Lothar Knörzer, niemiecki lekkoatleta, sprinter
  - Ricardo Pido Tancinco, filipiński duchowny katolicki
- 5 sierpnia – Helena Łangowska-Adamczyk, polska chirurg szczękowy, profesor (zm. 2020)
- 6 sierpnia: 
  - Andrzej Hopfer, polski profesor nauk technicznych (zm. 2023)
  - Aleksandr Priwałow, radziecki biathlonista (zm. 2021)
- 7 sierpnia: 
  - Eddie Firmani, piłkarz i trener z Republiki Południowej Afryki
  - Jerry Pournelle, amerykański pisarz, eseista i dziennikarz (zm. 2017)
  - Andrzej Kajetan Wróblewski, polski fizyk
- 8 sierpnia – Asha Bhosle, indyjska wokalistka
- 9 sierpnia:
  - Leszek Konieczny, polski biochemik, wykładowca akademicki
  - Yoshi Oyakawa, amerykański pływak
  - Eugeniusz Ratajczyk, polski inżynier, wykładowca akademicki
  - Jerzy Woy-Wojciechowski, polski lekarz
- 10 sierpnia: 
  - Erica Batchelor, brytyjska łyżwiarka figurowa
  - Doyle Brunson, amerykański pokerzysta (zm. 2023)
  - Henryk Czylok, polski piłkarz (zm. 2023)
  - Bill Nieder, amerykański lekkoatleta, kulomiot (zm. 2022)
- 11 sierpnia:
  - Jerry Falwell, amerykański pastor i teleewangelista (zm. 2007)
  - Jerzy Grotowski, polski reżyser, teoretyk teatru (zm. 1999)
  - Rubén Darío Paredes, panamski wojskowy
  - Tamás Vásáry, węgierski pianista i dyrygent
- 12 sierpnia:
  - Anita Gradin, szwedzka dziennikarka, polityk, dyplomatka (zm. 2022)
  - Gurdev Singh, indyjski hokeista na trawie (zm. 2024)
- 13 sierpnia:
  - Fred Erdman, belgijski i flamandzki prawnik, samorządowiec, polityk (zm. 2021)
  - Madhur Jaffrey, indyjska aktorka
  - Rosław Szaybo, polski grafik (zm. 2019)
- 14 sierpnia:
  - Richard Ernst, szwajcarski chemik, laureat Nagrody Nobla (zm. 2021)
  - Marian Machura, polski organista, muzyk, profesor akademicki (zm. 2016)
- 15 sierpnia:
  - Lori Nelson, amerykańska aktorka i modelka (zm. 2020)
  - Francisco Viti, angolski duchowny katolicki (zm. 2023)
- Bobby Helms amerykański piosenkarz (zm. 1997)
- 16 sierpnia:
  - Anna Kasperlik-Załuska, polska lekarz, profesor nauk medycznych (zm. 2016)
  - Reiner Kunze, niemiecki poeta, prozaik i tłumacz
  - Julie Newmar, amerykańska aktorka
  - Stuart Roosa, amerykański astronauta (zm. 1994)
  - Alfred Sosgórnik, polski lekkoatleta, kulomiot, dwukrotny olimpijczyk (zm. 2013)
- 17 sierpnia:
  - László Bödör, węgierski piłkarz
  - Tom Courtney, amerykański lekkoatleta (zm. 2023)
  - Gene Kranz, amerykański inżynier
  - Jules Le Lievre, nowozelandzki rugbysta, trener i działacz sportowy (zm. 2016)
  - Ryszard Petela, polski naukowiec
- 18 sierpnia:
  - Just Fontaine, francuski piłkarz (zm. 2023)
  - Barbara Piwarska, polska malarka, rzeźbiarka i graficzka
  - Roman Polański, polski reżyser i aktor
  - Eva Rubinstein, polska fotografka
  - Manfred Steinbach, niemiecki lekkoatleta
- 19 sierpnia – Debra Paget, amerykańska aktorka
- 20 sierpnia: 
  - George J. Mitchell, amerykański polityk, senator ze stanu Maine
  - Adam Nowotnik, polski polityk, minister-kierownik Urzędu Gospodarki Morskiej (zm. 2022)
- 21 sierpnia:
  - Janet Baker, angielska śpiewaczka
  - Zbigniew Bujarski, polski kompozytor, pedagog i malarz (zm. 2018)
- 22 sierpnia: 
  - Harold Gomes, amerykański bokser
  - Henryk Grychnik, polski śpiewak operowy i oratoryjno-kantatowy
  - Irmtraud Morgner, niemiecka pisarka (zm. 1990)
  - Theodore Zeldin, brytyjski historyk, filozof, socjolog, pisarz pochodzenia żydowskiego
- 23 sierpnia:
  - Robert Curl, amerykański chemik, laureat nagrody Nobla (zm. 2022)
  - Zbigniew Sulatycki, polski inżynier (zm. 2024)
  - Pete Wilson, amerykański polityk, senator ze stanu Kalifornia
  - Wojciech Suchorzewski, polski inżynier komunikacji, urbanista, profesor Politechniki Warszawskiej (zm. 2022)
- 25 sierpnia:
  - Wayne Shorter, amerykański kompozytor i saksofonista (zm. 2023)
  - Tom Skerritt, amerykański aktor i reżyser
- 26 sierpnia:
  - Zbigniew Mendera, profesor zwyczajny w dziedzinie teorii konstrukcji i konstrukcji stalowych (zm. 2020)
- 27 sierpnia:
  - Kerstin Ekman, szwedzka pisarka
  - Jenő Hámori, węgierski szablista
  - Tadeusz Janowski, polski inżynier elektrotechnik (zm. 2022)
  - John Rumble, kanadyjski jeździec sportowy (zm. 2023)
- 28 sierpnia:
  - Mariusz Chwedczuk, polski scenograf (zm. 2018)
  - Artur Gałązka, polski immunolog, epidemiolog (zm. 1999)
  - Edmund Heza, polski działacz partyjny i państwowy, filolog klasyczny i historyk
- 29 sierpnia:
  - Janina Abramowska, polska historyk
  - Dickie Hemric, amerykański koszykarz (zm. 2017)
  - William Higi, amerykański duchowny katolicki, biskup Lafayette w Indianie (zm. 2025)
  - Zbigniew Jabłoński, polski funkcjonariusz milicji, działacz sportowy, prezes PZPN (zm. 2012)
  - Arnold Koller, szwajcarski polityk, prezydent Szwajcarii
  - Dżihan as-Sadat, egipska literaturoznawczyni, działaczka społeczna, pierwsza dama (zm. 2021)
  - Alan Stacey, brytyjski kierowca wyścigowy (zm. 1960)
- 30 sierpnia:
  - Szelomo Awineri, żydowski politolog i filozof (zm. 2023)
  - Luis Bacalov, argentyński kompozytor muzyki filmowej (zm. 2017)
- 31 sierpnia: 
  - Bronisław Janaszak, polski działacz partyjny i państwowy (zm. 2009))
  - Kirsten Walther, duńska aktorka (zm. 1987)
- 2 września:
  - Mathieu Kérékou, wojskowy i polityk Beninu (zm. 2015)
  - Patricia Prain, nowozelandzka narciarka alpejska, olimpijka
  - Bob Woods, szwedzki curler
- 3 września:
  - Stanisław Celestyn Napiórkowski, polski teolog, ksiądz katolicki, franciszkanin
  - Alfio Rapisarda, portugalski duchowny katolicki, arcybiskup, nuncjusz apostolski
  - Jacek Staszewski, polski historyk (zm. 2013)
- 4 września:
  - Axel Andersson, szwedzki polityk, eurodeputowany
  - Mirosław Pietkiewicz, polski organista, pedagog (zm. 2020)
- 5 września: 
  - Francisco Javier Errázuriz Ossa, chilijski duchowny katolicki, kardynał
  - Henryk Nielaba, polski szermierz
- 6 września:
  - Bernard Harrington, amerykański duchowny katolicki
  - Janusz Zimniak, polski duchowny katolicki, biskup (zm. 2024)
- 7 września: 
  - Maria Ciach, polska lekkoatletka, oszczepniczka (zm. 2009)
  - Ronald Rhoads, amerykański kolarz
- 8 września:
  - Bob Garretson, amerykański kierowca wyścigowy (zm. 2025)
  - Andrzej Manecki, polski mineralog
  - Marcel Vonlanden, szwajcarski piłkarz
  - Marian Więckowski, polski kolarz (zm. 2020)
- 9 września:
  - Milan Hamada, słowacki krytyk i teoretyk literatury (zm. 2023)
  - Michael Novak, amerykański konserwatywny politolog, ekonomista i teolog (zm. 2017)
  - Stefan Przewłocki, polski specjalista w dziedzinie geodezji i kartografii
  - Kazimierz Rynkowski, polski prawnik, działacz partyjny i państwowy, wiceprezydent i prezydent Gdańska (zm. 2022)
  - Janusz Edmund Wałaszewski, polski chirurg
- 10 września:
  - Jewgienij Chrunow, radziecki kosmonauta (zm. 2000)
  - Ryszard Jajte, polski matematyk
  - Karl Lagerfeld, niemiecki projektant mody (zm. 2019)
  - Irena Pomorska, polska egiptolog (zm. 2008)
- 11 września: 
  - Nicola Pietrangeli, włoski tenisista
  - Mátyás Szűrös, węgierski polityk, prezydent Węgier
- 12 września – José Fernández Arteaga, meksykański duchowny katolicki, biskup Apatzingán i Colima, arcybiskup Chihuahua (zm. 2021)
- 13 września: 
  - Helena Bursiewicz, polska lekarka, polityk, poseł na Sejm PRL (zm. 1978)
  - Aristidis Dimopulos, grecki prawnik, polityk, wiceminister finansów i eurodeputowany
  - Janez Gorišek, słoweński skoczek narciarski, architekt (zm. 2023)
  - Eginald Schlattner, rumuński pastor, pisarz pochodzenia niemieckiego
  - Walerian Słomka, polski duchowny katolicki
- 14 września:
  - Girolamo Sirchia, włoski lekarz i polityk, parlamentarzysta
  - Ingo Swann, amerykański parapsycholog, medium, pisarz i malarz, twórca Remote Viewing (zm. 2013)
- 16 września:
  - Vincenzo Scotti, włoski polityk
  - Mieczysław Wyględowski, polski lekarz, polityk, senator RP
- 17 września – Chuck Grassley, amerykański polityk, senator ze stanu Iowa
- 18 września:
  - Robert Foster Bennett, amerykański polityk, senator ze stanu Utah (zm. 2016)
  - Robert Blake, amerykański aktor (zm. 2023)
  - Scotty Bowman, kanadyjski trener hokeja
  - Eugeniusz Iwanicki, polski pisarz (zm. 2020)
  - Jerzy Połomski, polski piosenkarz, aktor (zm. 2022)
  - Walentina Ponomariowa, rosyjska kosmonautka (zm. 2023)
  - Hiroshi Suzuki, japoński pływak
  - Fred Willard, amerykański aktor, komik (zm. 2020)
- 19 września:
  - Gilles Archambault, kanadyjski pisarz
  - David McCallum, brytyjski aktor (zm. 2023)
  - Anna Sztaudynger-Kaliszewicz, polska socjolog (zm. 2023)
- 20 września:
  - Máté Fenyvesi, węgierski piłkarz (zm. 2022)
  - Adela Gleijer, urugwajska aktorka
  - Mieczysław Szostek, polski lekarz (zm. 2021)
- 21 września – Dick Simon, amerykański kierowca wyścigowy
- 22 września – Eugeniusz Obuchowski, polski zootechnik, polityk, poseł na Sejm PRL
- 24 września:
  - Lidia Chodyniecka, polska geolog
  - Raffaele Farina, włoski duchowny katolicki, kardynał
  - Feliks Kiryk, polski historyk (zm. 2022)
  - Thage G. Peterson, szwedzki polityk
- 25 września: 
  - Hubie Brown, amerykański trener koszykarski
  - Jan Roy-Wojciechowski, Nowozelandczyk polskiego pochodzenia. Należał do grupy Dzieci z Pahiatua. Działacz polonijny
- 27 września: 
  - Lina Medina, najmłodsza znana matka w historii medycyny
  - Kathleen Nolan, amerykańska aktorka
  - Stanisław Pawlak, polski dyplomata
- 29 września – Samora Machel, mozambicki polityk, pierwszy prezydent kraju (zm. 1986)
- 30 września:
  - Cissy Houston, amerykańska piosenkarka (zm. 2024)
  - Ilja Kabakow, rosyjski rysownik, autor instalacji (zm. 2023)
  - Bibiana Mossakowska, polska chirurg
- 1 października: 
  - Marian Herda, polski hokeista
  - Marin Shkurti, albański duchowny katolicki, męczennik, błogosławiony (zm. 1969)
- 2 października:
  - John Gurdon, brytyjski biolog, laureat Nagrody Nobla
  - Matthias Mander, austriacki pisarz
  - Giuliano Sarti, włoski piłkarz (zm. 2017)
- 3 października:
  - Neale Fraser, australijski tenisista (zm. 2024)
  - Kazimierz Kowalec, polski piłkarz
  - Wojciech Łączkowski, polski prawnik (zm. 2023)
  - Abdon Pamich, włoski lekkoatleta chodziarz
  - Bożena Pestka, polska lekkoatletka, biegaczka
- 4 października – Ryszard Czajkowski, polski geofizyk (zm. 2024)
- 5 października: 
  - Ágnes Gergely, węgierska poetka
  - Thomas Mathiesen, norweski socjolog (zm. 2021)
- 6 października – Stanisław Wawrzeń, polski rolnik, polityk, poseł na Sejm PRL
- 8 października: 
  - Antonio Bayter Abud, kolumbijski duchowny katolicki (zm. 2020)
  - Halina Winiarska, polska aktorka (zm. 2022)
- 9 października:
  - Eryk Adamczyk, polski prawnik (zm. 2022)
  - Tadeusz Kosarewicz, polski scenograf (zm. 2014)
  - Peter Mansfield, brytyjski fizyk, laureat Nagrody Nobla (zm. 2017)
  - Ján Sokol, słowacki duchowny katolicki
- 10 października – Jay Sebring, amerykański stylista i fryzjer (zm. 1969)
- 12 października:
  - Titus Buberník, słowacki piłkarz (zm. 2022)
  - Klaus Frühauf, niemiecki pisarz s-f (zm. 2005)
  - Zbigniew Strzałkowski, polski prozaik, poeta, grafik (zm. 2017)
- 13 października:
  - Adam Kaczyński, polski pianista i kompozytor (zm. 2010)
  - Mark Zacharow, rosyjski aktor, dramaturg, reżyser filmowy i teatralny, scenarzysta, artysta ludowy (zm. 2019)
- 14 października – Jurij Baczurow, radziecki wioślarz
- 15 października:
  - Nicky Barnes, amerykański przestępca (zm. 2012)
  - Fabio Fabbri, włoski prawnik, polityk (zm. 2024)
  - Leonard Peikoff, amerykański filozof pochodzenia kanadyjskiego
- 16 października – Marian Guzek, polski ekonomista, prof. dr hab., uczestnik opozycji antykomunistycznej w latach 50. XX wieku (zm. 2020)
- 17 października – William Anders, amerykański astronauta (zm. 2024)
- 18 października – André Soulier, francuski polityk
- 19 października:
  - Geraldo Majella Agnelo, brazylijski duchowny katolicki, kardynał (zm. 2023)
  - Henryk Obiedziński, polski działacz antykomunistyczny (zm. 2021)
  - Oleg Riachowski, rosyjski lekkoatleta, trójskoczek, profesor nauk technicznych (zm. 2023)
- 20 października:
  - William Eteki Mboumoua, kameruński dyplomata i minister (zm. 2016)
  - Marija Ujević-Galetović, chorwacka rzeźbiarka (zm. 2023)
- 21 października:
  - Tadeusz Białecki, polski historyk
  - Francisco Gento López, hiszpański piłkarz (zm. 2022)
  - Roman Mycielski, polski biolog (zm. 2017)
  - Zdena Salivarová, czeska prozaiczka i tłumaczka z francuskiego
  - Zdzisław Waliński, polski żużlowiec (zm. 2019)
  - Nina Winogradowa, rosyjska lekkoatletka, wieloboistka
- 22 października:
  - Julián García Centeno, hiszpański duchowny katolicki, wikariusz apostolski Iquitos
  - Alojzy Oborny, polski historyk sztuki (zm. 2022)
  - Donald Peterson, amerykański astronauta (zm. 2018)
- 24 października: 
  - Joram Aridor, izraelski prawnik i polityk
  - Norman Rush, amerykański pisarz
  - Jeffrey Titford, brytyjski przedsiębiorca, polityk, eurodeputowany (zm. 2024)
  - Jun’ichi Watanabe, japoński pisarz (zm. 2014)
- 25 października:
  - Tadeusz Bartkowiak, polski aktor
  - Aleksandr Gelman, rosyjski dramaturg, scenarzysta filmowy pochodzenia żydowskiego
- 26 października: 
  - Carlos Arredondo, argentyński piłkarz
  - André Van Herpe, belgijski piłkarz (zm. 2024)
- 27 października:
  - Andrzej Czeczot, polski grafik (zm. 2012)
  - Pumpsie Green, amerykański baseballista (zm. 2019)
  - Earle Wells, nowozelandzki żeglarz sportowy, mistrz olimpijski (zm. 2021)
- 28 października:
  - Garrincha, brazylijski piłkarz (zm. 1983)
  - Raúl Sánchez, chilijski piłkarz (zm. 2016)
  - Armando Uribe(inne języki), chilijski pisarz i poeta (zm. 2020)
- 29 października:
  - Joseph Cassidy, irlandzki duchowny katolicki, arcybiskup (zm. 2013)
  - Antoni Feluś, polski prawnik (zm. 2025)
  - Celso José Pinto da Silva, brazylijski duchowny katolicki (zm. 2018)
- 30 października – Tadeusz Chyła, polski piosenkarz, gitarzysta i kompozytor (zm. 2014)
- 31 października:
  - Phil Goyette, kanadyjski hokeista
  - Sante Ranucci, włoski kolarz (zm. 2023)
- 1 listopada:
  - Wiaczasłau Adamczyk, białoruski pisarz, scenarzysta i dziennikarz (zm. 2001)
  - Maria Borkowska-Flisek, polska działaczka
  - Leo Proost, belgijski kolarz (zm. 2016)
- 3 listopada:
  - Ken Berry, amerykański aktor (zm. 2018)
  - Michael Dukakis, amerykański polityk pochodzenia greckiego
  - Celina Jesionowska, polska lekkoatletka, sprinterka
  - Amartya Sen, indyjski ekonomista, laureat Nagrody Banku Szwecji im. Alfreda Nobla w dziedzinie ekonomii
  - Mildred Singleton, amerykańska lekkoatletka, skoczkini wzwyż (zm. 2004)
- 4 listopada:
  - Charles K. Kao, chiński fizyk, laureat Nagrody Nobla (zm. 2018)
  - Chukwuemeka Odumegwu Ojukwu, nigeryjski polityk, pierwszy prezydent Republiki Biafra (zm. 2011)
  - Bogdan Walendziak, polski zawodnik oraz działacz łyżwiarstwa szybkiego, członek polskiej kadry narodowej (zm. 2017)
- 5 listopada:
  - Joachim Mazurek, polski kapłan
  - Janusz Wojtasik, polski historyk (zm. 2025)
- 6 listopada:
  - Else Ackermann, niemiecka polityk (zm. 2019)
  - Carlos Correia, polityk z Gwinei Bissau, premier (zm. 2021)
  - Knut Johannesen, norweski łyżwiarz szybki
  - Mieczysław Wojtczak, polski działacz państwowy i partyjny
- 7 listopada:
  - Ryszard Dąbrowski, polski duchowny rzymskokatolicki, a następnie starokatolicki, ksiądz infułat oraz wieloletni kanclerz kurii biskupiej Kościoła Polskokatolickiego w RP (zm. 2018)
  - Andrzej Górny, polski pisarz, krytyk literacki (zm. 2021)
- 8 listopada – Rajmund Dybczyński, polski chemik
- 9 listopada – Antoni Stawikowski, polski astronom
- 10 listopada
  - Aleksandr Biessmiertnych, radziecki dyplomata
  - Arthur Butz, amerykański elektrotechnik, wykładowca akademicki, negacjonista
  - Thomas Dupré, amerykański duchowny katolicki (zm. 2016)
- 11 listopada: 
  - Alicja Górska-Brylass, polska biolog, profesor nauk przyrodniczych (zm. 2011)
  - Keiko Ikeda, japońska gimnastyczka (zm. 2023)
  - Stanisław Janicki, polski pisarz, dziennikarz i scenarzysta
- 12 listopada:
  - Borislav Ivkov, serbski szachista (zm. 2022)
  - Dżalal Talabani, iracki polityk narodowości kurdyjskiej (zm. 2017)
- 13 listopada:
  - Peter Härtling, niemiecki pisarz (zm. 2017)
  - Janusz Kamiński, polski polityk
- 14 listopada:
  - Akira Endō, japoński biochemik (zm. 2024)
  - Fred Haise, amerykański astronauta
- 15 listopada – Theodore Roszak, amerykański pisarz, naukowiec (zm. 2011)
- 16 listopada – Zygmunt Żymełka, polski polityk (zm. 2016)
- 19 listopada – Larry King, amerykański dziennikarz (zm. 2021)
- 20 listopada:
  - Georges Soubrier, francuski duchowny katolicki, biskup Nantes
  - Per Wästberg, szwedzki pisarz, członek Akademii Szwedzkiej
- 21 listopada: 
  - Henry Hartsfield, amerykański astronauta (zm. 2014)
  - Eugeniusz Stelmach, polski duchowny starokatolicki
- 22 listopada – Tadeusz Szczudłowski, polski marynarz i działacz społeczny
- 23 listopada – Krzysztof Penderecki, polski kompozytor i dyrygent (zm. 2020)
- 24 listopada – Norbert Heisig, niemiecki lekarz
- 25 listopada:
  - Andrzej Kalinin, polski pisarz (zm. 2021)
  - Jerzy Lewitowicz, polski generał
  - Jean Vinatier, francuski kierowca wyścigowy
  - Kathryn Grant Crosby, amerykańska aktorka (zm. 2024)
- 27 listopada:
  - Lucien Fischer, francuski duchowny katolicki
  - Grażyna Świątecka, polska lekarka
  - Ewa Wipszycka, polska historyk starożytności, papirolog
- 28 listopada – Sándor Sára, węgierski operator i reżyser (zm. 2019)
- 29 listopada – John Mayall, brytyjski multiinstrumentalista, kompozytor, bluesman, pionier muzyki rockowej (zm. 2024)
- 30 listopada:
  - Laura Balbo, włoska polityk
  - Tadeusz Kojder, polski wojskowy, generał (zm. 2017)
  - Warren Munson, amerykański aktor
  - Algirdas Vapšys, litewski inżynier, polityk (zm. 2021)
- 1 grudnia – Pietro Brollo, włoski duchowny katolicki, arcybiskup metropolita Udine (zm. 2019)
- 2 grudnia:
  - Jorge Bátiz, argentyński kolarz szosowy i torowy
  - Michael Larrabee, amerykański lekkoatleta, sprinter (zm. 2003)
- 3 grudnia:
  - Nicolas Coster, brytyjski aktor (zm. 2023)
  - Paul J. Crutzen, holenderski chemik atmosfery i meteorolog, laureat Nagrody Nobla (zm. 2021)
  - Wiesław Sawczuk, polski artysta plastyk (zm. 1999)
- 4 grudnia:
  - Horst Buchholz, niemiecki aktor (zm. 2003)
  - Jerzy Ochmański, polski historyk, lituanista, wykładowca akademicki (zm. 1996)
- 5 grudnia – Idzi Drzycimski, polski profesor nauk geograficznych
- 6 grudnia – Henryk Mikołaj Górecki, polski kompozytor, pedagog i profesor (zm. 2010)
- 7 grudnia – Heliodoro Dols, hiszpański architekt (zm. 2025)
- 8 grudnia:
  - Johnny Green, amerykański koszykarz (zm. 2023)
  - Zdzisław Pukorski, polski dziennikarz
  - Marian Wróblewski, polski generał (zm. 2016)
- 9 grudnia: 
  - Aleksander Oczkowski, polski kierowca rajdowy i wyścigowy (zm. 2024)
  - Klementyna Zielniok-Dyś, polska siatkarka (zm. 2007)
- 11 grudnia – Rock Demers, kanadyjski producent filmowy (zm. 2021)
- 12 grudnia:
  - Manu Dibango, kameruński saksofonista i wibrafonista (zm. 2020)
  - Tomasz Romańczuk, polski polityk, senator RP (zm. 2005)
  - Christa Stubnick, niemiecka lekkoatletka (zm. 2021)
- 13 grudnia
  - Lou Adler, amerykański producent muzyczny
  - Anna Hillbricht-Ilkowska, polska biolog, profesor nauk przyrodniczych (zm. 2021)
- 15 grudnia:
  - Tim Conway, amerykański aktor (zm. 2019)
  - Adam Kowalik, polski prawnik, polityk (zm. 2016)
  - Grzegorz III Laham, syryjski duchowny katolicki, patriarcha Kościoła melchickiego
  - Bolesław Tejkowski, polski socjolog, inżynier, nauczyciel akademicki, polityk nacjonalistyczny (zm. 2022)
- 16 grudnia:
  - Marilies Flemming, austriacka prawnik, polityk (zm. 2023)
  - Leo McAuliffe, angielski żużlowiec (zm. 2018)
- 17 grudnia:
  - Bolesław Fleszar, polski chemik, profesor, senator RP (zm. 2023)
  - Stefan Florenski, polski piłkarz, trener (zm. 2020)
  - Finn Sterobo, duński piłkarz, bramkarz (zm. 2021)
- 18 grudnia
  - Allen Bard, amerykański elektochemik (zm. 2024)
  - Laura Mancinelli, włoska pisarka (zm. 2016)
- 19 grudnia:
  - Kevan Gosper, australijski lekkoatleta, sprinter (zm. 2024)
  - Tadeusz Kohorewicz, polski cenzor, dziennikarz, syndyk, urzędnik, dyplomata; ambasador PRL w Iranie (zm. 2024)
  - Galina Wołczek, rosyjska aktorka (zm. 2019)
- 20 grudnia:
  - Jean Carnahan, amerykańska polityk (zm. 2024)
  - Marcel Uderzo, francuski autor komiksów pochodzenia włoskiego (zm. 2021)
  - Rik Van Looy, belgijski kolarz (zm. 2024)
- 21 grudnia – Orlando Romero, urugwajski duchowny katolicki, biskup Canelones
- 22 grudnia:
  - Robert Maginnis, amerykański duchowny katolicki (zm. 2022)
  - Abel Pacheco, kostarykański polityk
- 23 grudnia – Akihito (jap: 明仁, cesarz – Heisei: 平成), cesarz Japonii
- 24 grudnia:
  - Renée Colliard, szwajcarska narciarka alpejska (zm. 2022)
  - Zofia Charamut, polska śpiewaczka
  - Adam Śmigielski, polski duchowny katolicki, biskup sosnowiecki (zm. 2008)
- 25 grudnia:
  - Luca Brandolini, włoski biskup katolicki, lazarysta
  - Basil Heatley, brytyjski lekkoatleta (zm. 2019)
  - Joachim Meisner, niemiecki kardynał (zm. 2017)
  - Wilibald Winkler, polski naukowiec, polityk, wiceminister edukacji, wojewoda śląski (zm. 2010)
- 26 grudnia:
  - Auréo, brazylijski piłkarz (zm. 2023)
  - Walter Moyano, urugwajski kolarz szosowy
- 28 grudnia:
  - Giovanni Battistelli, Kustosz Ziemi Świętej (zm. 2011)
  - Charles Portis, amerykański pisarz westernów (zm. 2020)
- 29 grudnia: 
  - Zenta Kopp, niemiecka lekkoatletka
  - Antoni Tołkaczewski, polski pływak (zm. 2021)
- 31 grudnia:
  - Raffaele Nogaro, włoski duchowny katolicki
  - Marek Pawlikowski, polski endokrynolog
  - Evarist Pinto, pakistański duchowny katolicki

Data dzienna nieznana: 
- Jerzy Chociłowski, polski reporter
- Ryszard Długołęcki, polski lekarz
- Olga Goldberg-Mulkiewicz, polsko-izraelska etnolog i etnograf
- Henryk Grychnik, polski śpiewak operowy
- Jan Kantyka, polski historyk
- Jan Konieczyński, polski chemik (zm. 2018)
- Rafał Leszczyński, polski językoznawca (zm. 2023)
- Maria Miśkiewicz, polska archeolog
- Władysława Nowogórska, polska artystka fotograf
- Zofia Optułowicz, polska działaczka społeczna
- Genowefa Sikora, polska działaczka społeczna
- Adam Suchoński, polska historyk

## Zmarli
- 3 stycznia – Wilhelm Cuno, polityk niemiecki, kanclerz Rzeszy (ur. 1876)
- 5 stycznia – Calvin Coolidge, polityk amerykański, 30. prezydent Stanów Zjednoczonych (ur. 1872)
- 11 stycznia – Oswald Balzer, polski historyk prawa i ustroju Polski, profesor Uniwersytetu Lwowskiego (ur. 1858)
- 16 stycznia – John Burt, nowozelandzki rugbysta (ur. 1874)
- 17 stycznia – Louis Comfort Tiffany, amerykański artysta tworzący głównie dzieła ze szkła i wyroby jubilerskie w stylu secesji (ur. 1848)
- 19 stycznia – Alfred Nowinski, górnośląski pisarz, poeta, dramaturg i działacz kulturalny (ur. 1881)
- 21 stycznia – George Augustus Moore, irlandzki prozaik, poeta i dramaturg (ur. 1852)
- 29 stycznia – Sara Teasdale, amerykańska poetka (ur. 1884)
- 31 stycznia – John Galsworthy, angielski powieściopisarz, laureat Nagrody Nobla (ur. 1867)
- 18 lutego – Jim Corbett, amerykański bokser (ur. 1866)
- 19 lutego – Jan Sullivan, irlandzki jezuita, błogosławiony katolicki (ur. 1861)
- 20 lutego – Takiji Kobayashi, japoński pisarz (ur. 1903)
- 20 marca – Giuseppe Zangara, amerykański zamachowiec pochodzenia włoskiego (ur. 1900)
- 26 marca – Eddie Lang, amerykański gitarzysta jazzowy (ur. 1902)
- 5 kwietnia:
  - Earl Derr Biggers, amerykański autor powieści kryminalnych (ur. 1884)
  - Anatol Nowak, polski duchowny katolicki, biskup przemyski (ur. 1862)
- 7 kwietnia – Karol Stefan Habsburg, arcyksiążę austriacki z żywieckiej linii Habsburgów (ur. 1860)
- 10 kwietnia – Henry van Dyke, amerykański pastor, pisarz i pedagog (ur. 1852)
- 17 kwietnia:
  - Wincenty Birkenmajer, polski taternik (ur. 1899)
  - Ludwik Chałubiński, polski taternik, inżynier-chemik, syn Tytusa (ur. 1860)
- 28 kwietnia – Robin Irvine, brytyjski aktor filmowy i teatralny (ur. 1901)
- 29 kwietnia – Konstandinos Kawafis, grecki poeta (ur. 1863)
- 30 kwietnia – Anna de Noailles, francuska poetka i pisarka pochodzenia rumuńskiego, inicjatorka Prix Femina (ur. 1876)
- 10 maja – Selma Kurz, austriacka sopranistka (ur. 1874)
- 16 maja:
  - Karol Adamiecki, polski teoretyk zarządzania (ur. 1866)
  - John Henry Mackay, szkocki pisarz, poeta, myśliciel polityczny (ur. 1864)
- 31 maja – Waldemar Björkstén, fiński żeglarz, medalista olimpijski (ur. 1873)
- 2 czerwca – Frank Jarvis, amerykański lekkoatleta (ur. 1878)
- 23 czerwca – Olaf Bull, norweski poeta, czołowy przedstawiciel neorealizmu (ur. 1883)
- 29 czerwca – Roscoe Arbuckle, amerykański aktor komediowy z okresu kina niemego (ur. 1887)
- 8 lipca:
  - Anthony Hope, angielski pisarz (ur. 1863)
  - Arthur Kingsley Porter, amerykański historyk sztuki, pisarz i archeolog (ur. 1929)
- 14 lipca – Raymond Roussel, francuski pisarz (ur. 1877)
- 15 lipca – Irving Babbitt, amerykański krytyk literacki (ur. 1865)
- 4 sierpnia – Wiesław Stanisławski, polski taternik (ur. 1909)
- 5 sierpnia – Włodzimierz Ledóchowski, pułkownik c. i k. Armii, adiutant przyboczny ostatniego cesarza Austrii i króla Węgier (ur. 1865)
- 23 sierpnia – Michael Guhr, spiskoniemiecki lekarz, działacz turystyczny, prezes Karpathenverein, propagator narciarstwa (ur. 1873)
- 8 września – Fajsal I (arabski: فيصل بن حسين), król Iraku (ur. 1885)
- 20 września – Annie Besant, angielska teozofka, feministka, oraz pisarka (ur. 1847)
- 21 września – Kenji Miyazawa, japoński pisarz (ur. 1896)
- 1 października – Stanisław Heller major intendent dyplomowany Wojska Polskiego, kawaler Virtuti Militari (ur. 1894)
- 5 października – Renée Adorée, francuska i amerykańska aktorka teatralna i filmowa, gwiazda kina niemego (ur. 1898)
- 6 października – Zakaria Paliaszwili (gru. ზაქარია ფალიაშვილი), gruziński kompozytor operowy (ur. 1871)
- 25 października – Lillian Hall-Davis, brytyjska aktorka filmowa (ur. 1898)
- 27 października – Julius Klengel, niemiecki wiolonczelista, kompozytor i pedagog (ur. 1859)
- 29 października – Albert Calmette, twórca szczepionki przeciw gruźlicy (BCG) (ur. 1863)
- 3 listopada – Pierre Paul Émile Roux, francuski bakteriolog (ur. 1853)
- 4 grudnia – Stefan George, niemiecki poeta i filozof (ur. 1868)
- 17 grudnia – XIII Dalajlama (tyb. ཐུབ་བསྟན་རྒྱ་མཚོ་), duchowy i polityczny przywódca narodu tybetańskiego (ur. 1876)

data śmierci nieznana:
- Teofil Bętkowski, powstaniec styczniowy (ur. 1842)

## Nagrody Nobla
- z fizyki – Erwin Schrödinger, Paul Adrien Maurice Dirac
- z chemii – nagrody nie przyznano
- z medycyny – Thomas Hunt Morgan
- z literatury – Iwan Bunin
- nagroda pokojowa – sir Norman Angell

## Święta ruchome
- Tłusty czwartek: 23 lutego
- Ostatki: 28 lutego
- Popielec: 1 marca
- Niedziela Palmowa: 9 kwietnia
- Pamiątka śmierci Jezusa Chrystusa: 9 kwietnia
- Wielki Czwartek: 13 kwietnia
- Wielki Piątek: 14 kwietnia
- Wielka Sobota: 15 kwietnia
- Wielkanoc: 16 kwietnia
- Poniedziałek Wielkanocny: 17 kwietnia
- Wniebowstąpienie Pańskie: 25 maja
- Zesłanie Ducha Świętego: 4 czerwca
- Boże Ciało: 15 czerwca